# Obwód królewiecki

Obwód królewiecki

Mapa obwodu

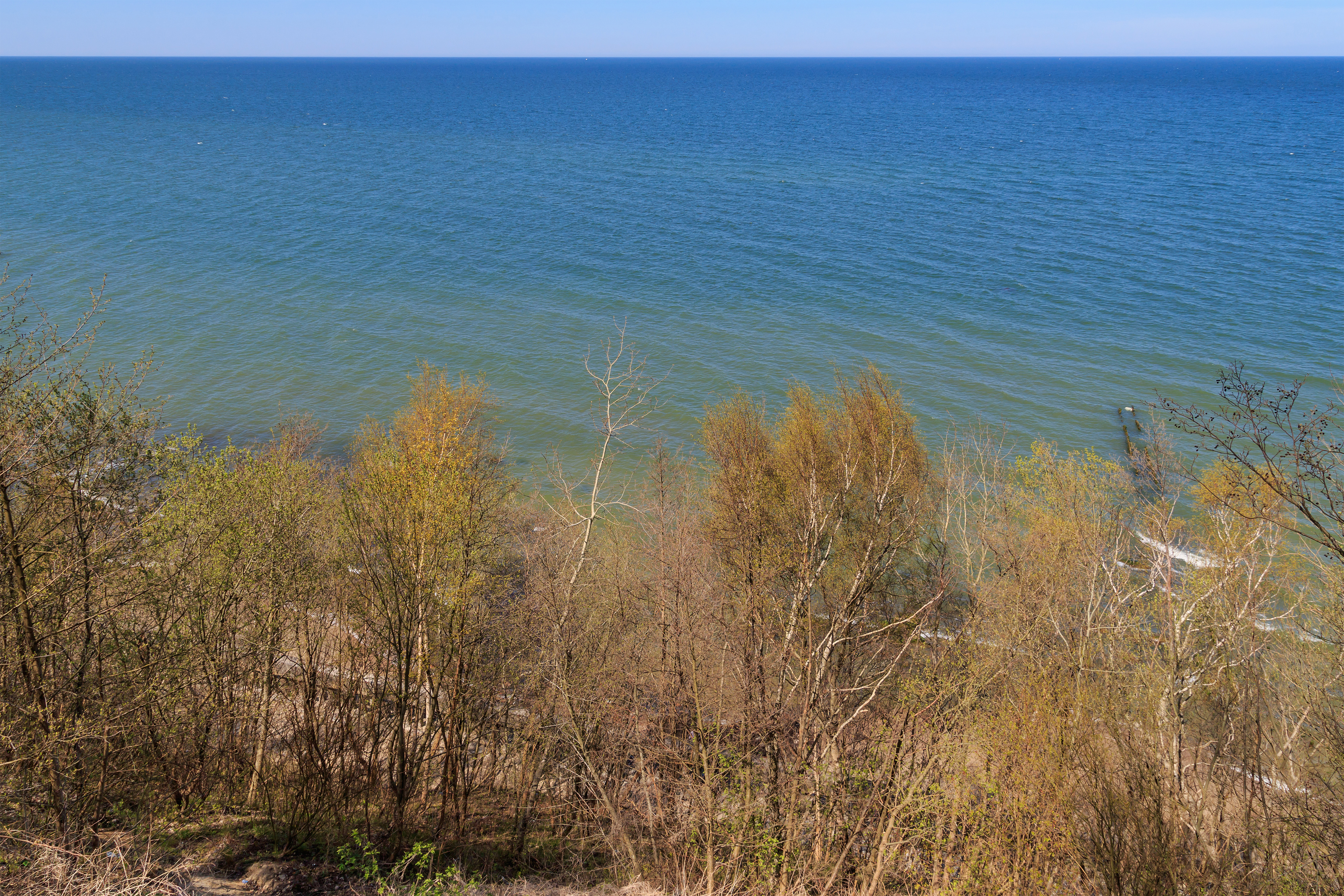
Wybrzeże Morza Bałtyckiego w okolicy Swietłogorska

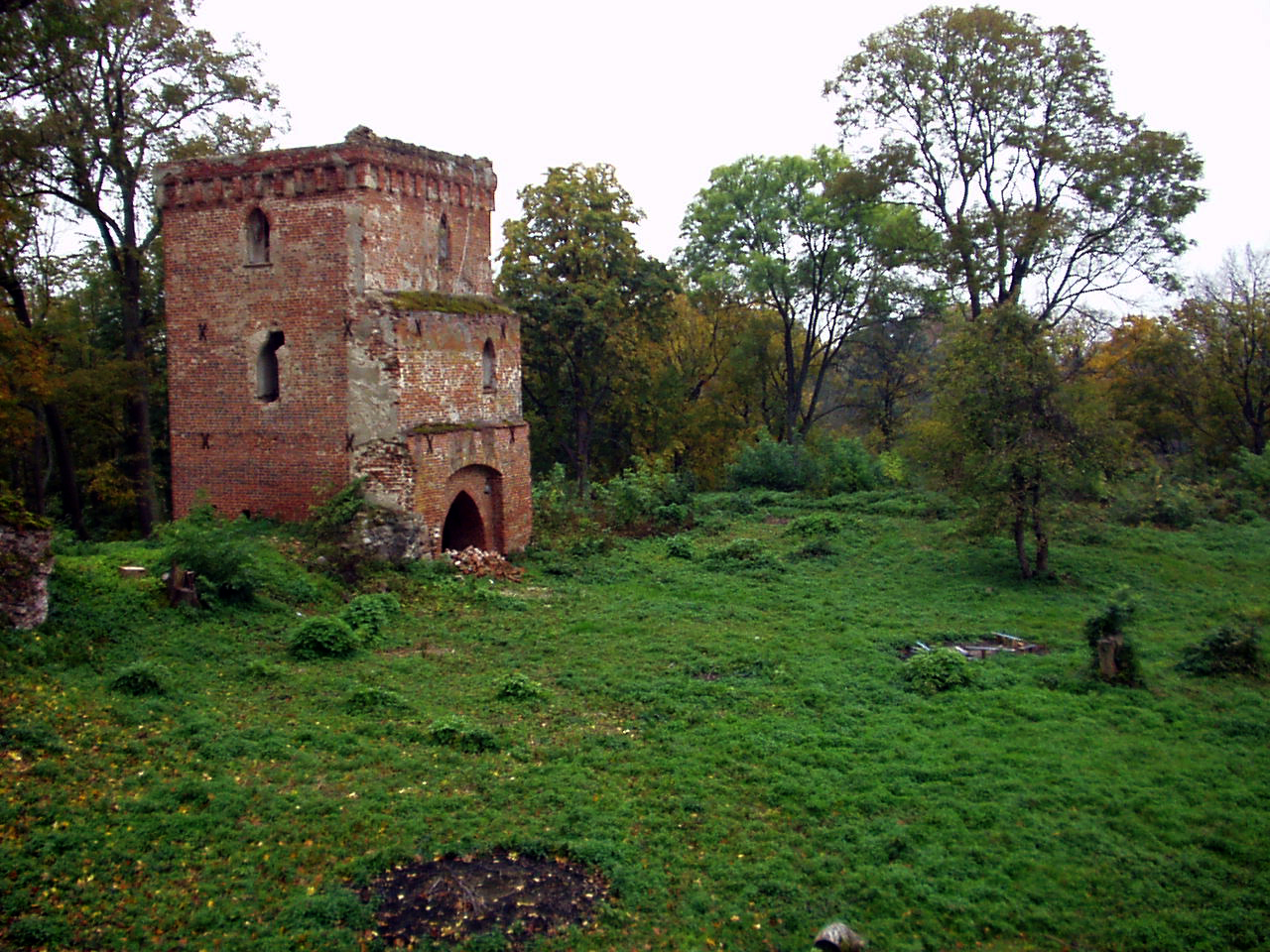
Ruiny niemieckiego zamku

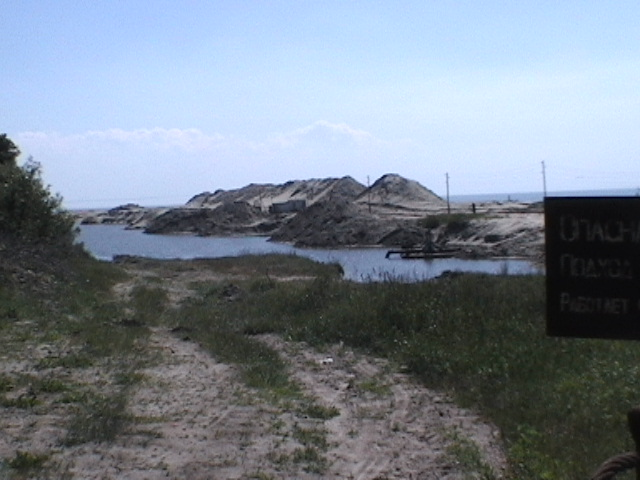
Zalana dawna kopalnia bursztynu

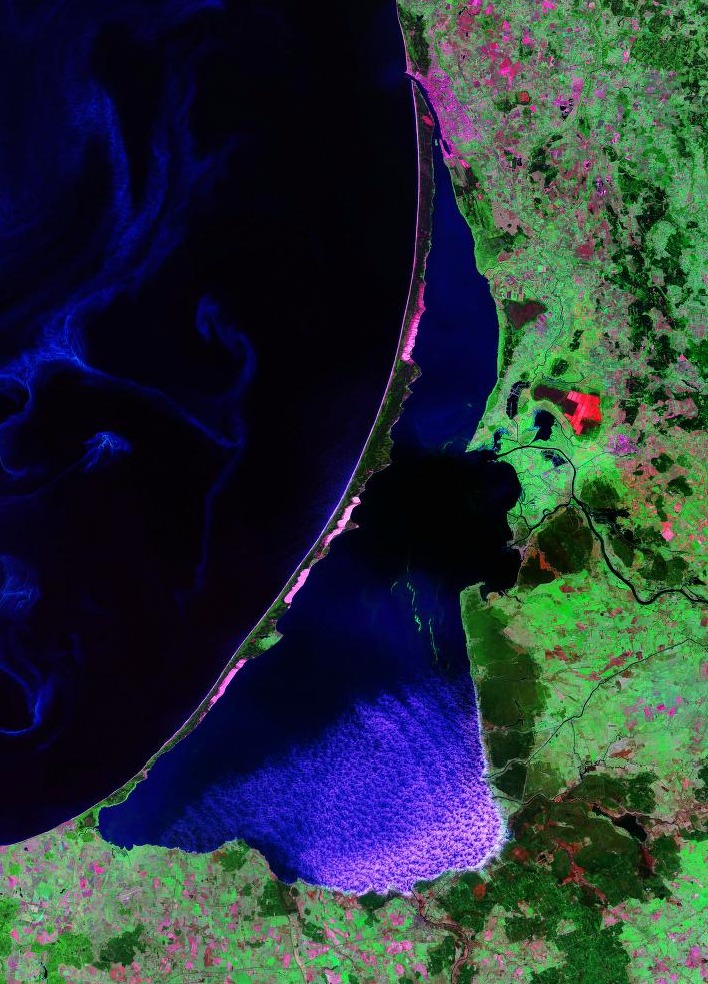
Zalew Kuroński – zdjęcie satelitarne

Obwód królewiecki (do 9 maja 2023: obwód kaliningradzki) (ros. Калининградская область, Kaliningradskaja obłast´) – jednostka administracyjna Rosji, rosyjska eksklawa w Europie Środkowej, nad Morzem Bałtyckim.

## Geografia

### Położenie i powierzchnia
Obwód zajmuje obszar 15 096 km² (ok. 13 300 km² bez powierzchni zatok morskich) i położony jest nad Bałtykiem. Obwód królewiecki jest najdalej na zachód wysuniętym regionem Rosji (patrz Narmeln). Teren obwodu oddzielony jest od reszty kraju obszarami niepodległych państw i pozbawiony łączności lądowej z główną częścią państwa rosyjskiego, i jako taki jest eksklawą.
Obwód graniczy z Litwą i Polską. Do obwodu należy odcinek wybrzeża Morza Bałtyckiego o długości 147 km.
Największa rozciągłość obwodu z północy na południe to 108 km, a ze wschodu na zachód – 205 km.
Obwód królewiecki obejmuje historyczne krainy: Sambię, Prusy Dolne (Natangia i Barcja) oraz Litwę Mniejszą zwaną Małą Litwą lub Pruską Litwą.
Około ⅓ powierzchni obwodu (w tym znaczną część wybrzeża oraz całą rosyjską część Mierzei Wiślanej) stanowią strefy ograniczonego dostępu. Również 5-kilometrowy pas przy granicy objęty jest zakazem wstępu cudzoziemców; mogą oni znajdować się tam wyłącznie na podstawie specjalnych przepustek.

#### Przynależność administracyjna
Pod względem administracyjnym obwód wchodzi w skład utworzonego w 2000 r. Północno-Zachodniego Okręgu Federalnego.

### Strefa czasowa
Obwód należy do królewieckiej strefy czasowej (KSK). UTC +2:00 przez cały rok. Wcześniej, przed 27 marca 2011, obowiązywał czas standardowy (zimowy) strefy UTC+2:00 i czas letni – UTC+3:00.

### Rzeźba terenu
Powierzchnię obwodu w większości stanowi Nizina Staropruska (dawniej Nizina Pruska), która głównie przybiera formę pagórkowatej równiny. Jedynie na wschodnim skrawku obszaru, w rejonie niestierowskim rzeźba terenu jest bardziej nierówna, gdyż znajduje się tam Wyżyna Wisztyniecka, a wysokości dochodzą do 230 m n.p.m. Obszar wyżynny, aczkolwiek o niższych wysokościach bezwzględnych znajduje się także w rejonie bagrationowskim (Wzniesienia Górowskie). Wzdłuż prawego brzegu rzeki Instrucz leży inny nierówninny fragment kraju – Grzęda Instrucka.
Najniżej położonym miejscem obwodu są depresje – poldery leżące na terenie rejonu sławskiego. Tereny te znajdują się poniżej poziomu morza i jako takie zagrożone są zalaniem, przed czym chroni je zespół zapór.
Najwyższe wzniesienie ma wysokość 242 m n.p.m. i znajduje się w południowo-wschodniej części obwodu, niecały kilometr od granicy z Polską (Wzgórza Szeskie).

### Hydrologia

#### Rzeki
Przez teren obwodu płynie wiele rzek; na obszarze nieco ponad 13,3 tys. km² (tyle bowiem wynosi powierzchnia obwodu bez wchodzących w jego skład wewnętrznych wód morskich) znajduje się ponad 13 tys. km większych i mniejszych cieków; samych tylko rzek o długości ponad 10 kilometrów jest 148. Ponadto znajduje się tutaj wielokrotnie większa liczba krótszych rzeczek i strumieni, które stanowią 70% łącznej długości królewieckich cieków.
Najważniejszymi rzekami są Niemen i Pregoła; do ich dorzecza należy znaczna część obszaru obwodu. Głównymi dopływami Niemna na tym terytorium są Szeszupa i Tylża, oraz Pregoły Pisa, Węgorapa, Instrucz i Łyna. Inne rzeki uchodzą bezpośrednio do Zalewu Kurońskiego (Rżewka, Szwenta i in.), Zalewu Wiślanego (m.in. Świeża); pewna liczba niewielkich rzek wpada zaś wprost do Morza Bałtyckiego.

#### Jeziora
Na terenie obwodu znajduje się także wiele jezior, spośród których 38 ma powierzchnię większą niż 10 ha. Zdecydowana większość królewieckich jezior jest jednak znacznie mniejsza. Wiele spośród nich ma charakter starorzeczy, a inne, zwłaszcza na południowym wschodzie regionu, mają charakter polodowcowy (np. Jezioro Wisztynieckie).
Część zbiorników wodnych na terenie obwodu powstała w sposób sztuczny, z jednej strony w sposób zamierzony, jako różnego rodzaju stawy hodowlane i sadzawki, z drugiej – na terenach dawnych kopalń odkrywkowych (najczęściej bursztynu). Te ostatnie często spotykane są zwłaszcza w południowo-zachodniej części regionu.
Rzeka Łyna w dwóch miejscach przecięta jest zaporami, w wyniku których wytworzyły się na jej biegu sztuczne zbiorniki wodne.

#### Zatoki Morza Bałtyckiego
Największymi wewnętrznymi zbiornikami wodnymi obwodu są zatoki Morza Bałtyckiego: Zalew Kuroński oraz Zalew Wiślany (zwany w Rosji Zalewem Kaliningradzkim). W rzeczywistości zbiorniki te są lagunami (limanami), odciętymi od otwartego morza mierzejami Kurońską i Wiślaną (zwana w Rosji Bałtycką).

### Klimat
Na terenie obwodu panuje klimat umiarkowany, przejściowy pomiędzy morskim a umiarkowanie kontynentalnym.
Średnioroczna temperatura powietrza to +8 °C. Średnia temperatura miesiąca najchłodniejszego – stycznia – to, od −3 °C na wybrzeżu do −5 °C w głębi lądu. Średnia temperatura lipca waha się od +15 °C na wybrzeżu do +17 °C na południu.
W regionie notuje się ok. 700 mm opadów na rok.

### Świat roślinny i zwierzęcy
Teren obwodu położony jest w strefie lasów mieszanych. Lasy o charakterze zbliżonym do pierwotnego zajmują 15% powierzchni regionu. Składają się one głównie z dębów, świerków, sosen, brzóz i lip.
W lasach obwodu żyją m.in. zające szaraki, wiewiórki, lisy, kuny, sarny, dziki itd. Występuje wiele gatunków ptaków. W wodach morskich i śródlądowych żyją liczne ryby, m.in.: leszcze, sandacze, stynki, węgorze, kilki, łososie i inne gatunki.

## Historia

### Przed 1945 rokiem

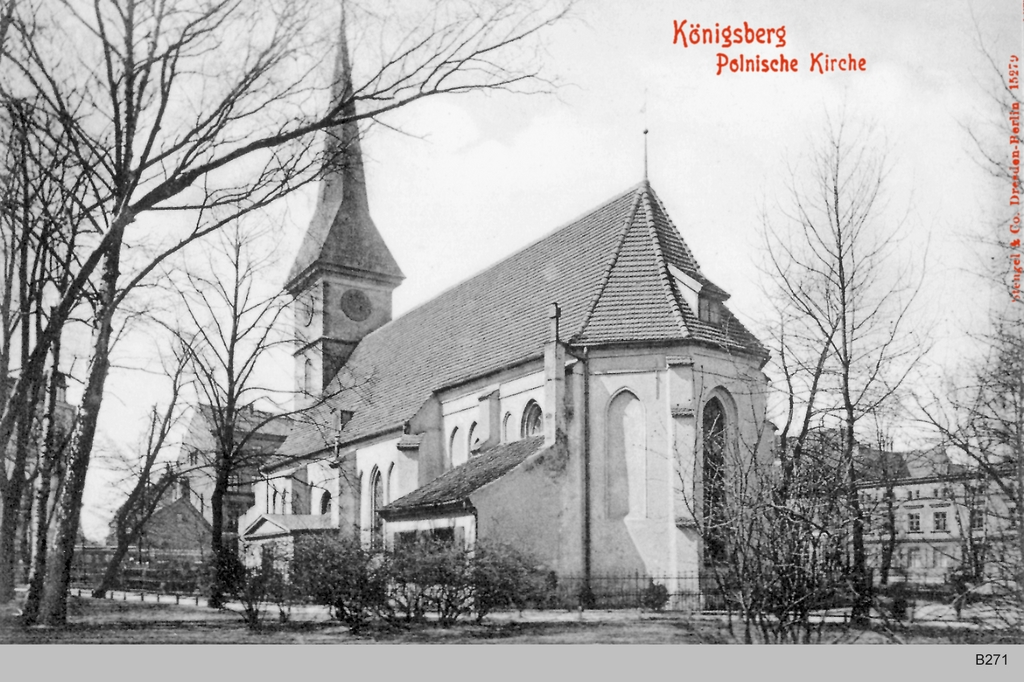
Dawny kościół polski na Steindamm w Królewcu

Do średniowiecza obszar dzisiejszego obwodu zamieszkiwali bałtyccy Prusowie, którzy w XIII wieku zostali podbici przez Krzyżaków. W wyniku germanizacji oraz osadnictwa niemieckiego do XVI wieku tereny obwodu stały się obszarem zamieszkanym w większości przez ludność niemiecką. Po inkorporacji Prus do Polski w 1454 roku przez Kazimierza Jagielończyka utworzono Województwo królewieckie. Województwo królewieckie przestało istnieć w 1466 roku, w związku postanowieniami pokoju toruńskiego. Od zwycięstwa Polski w wojnie trzynastoletniej do podpisania traktatów welawsko-bydgoskich (m.in. w tutejszej Welawie, dzisiejszym Znamiensku) obszar znajdował się pod zwierzchnictwem polskim. Po hołdzie pruskim Królewiec stał się jednym z głównych ośrodków polskiego protestantyzmu i prężnym ośrodkiem polskiego drukarstwa. Wydawano tu polską literaturę religijną, w tym tzw. Biblię Królewiecką (pierwszy drukowany przekład Nowego Testamentu na język polski) oraz jedne z najstarszych polskich elementarzy. Po nadaniu w 1560 roku przez króla Polski Zygmunta II Augusta przywilejów Uniwersytetowi Albrechta (założonemu jako drugi uniwersytet w Rzeczypospolitej po Akademii Krakowskiej), Królewiec stał się także jednym z wiodących polskich ośrodków uniwersyteckich. Polacy zamieszkiwali głównie Królewiec oraz współczesny przygraniczny pas południowy obwodu, który nawet początkowo po II wojnie światowej przyznany został Polsce, jednakże ostatecznie został wcielony do ZSRR. Względem Polaków prowadzono politykę germanizacji, zaostrzoną zwłaszcza po rozbiorach Polski.
We wschodniej części regionu, nazywanej Małą Litwą, zamieszkiwali Litwini pruscy. Region był ważnym ośrodkiem kultury litewskiej, gdy pozostałe etnicznie litewskie ziemie znajdowały się w zaborze rosyjskim. Stąd litewscy kolporterzy książek przemycali litewskojęzyczne książki do zaboru rosyjskiego.

Wybrane zachowane zabytki sprzed 1945 roku
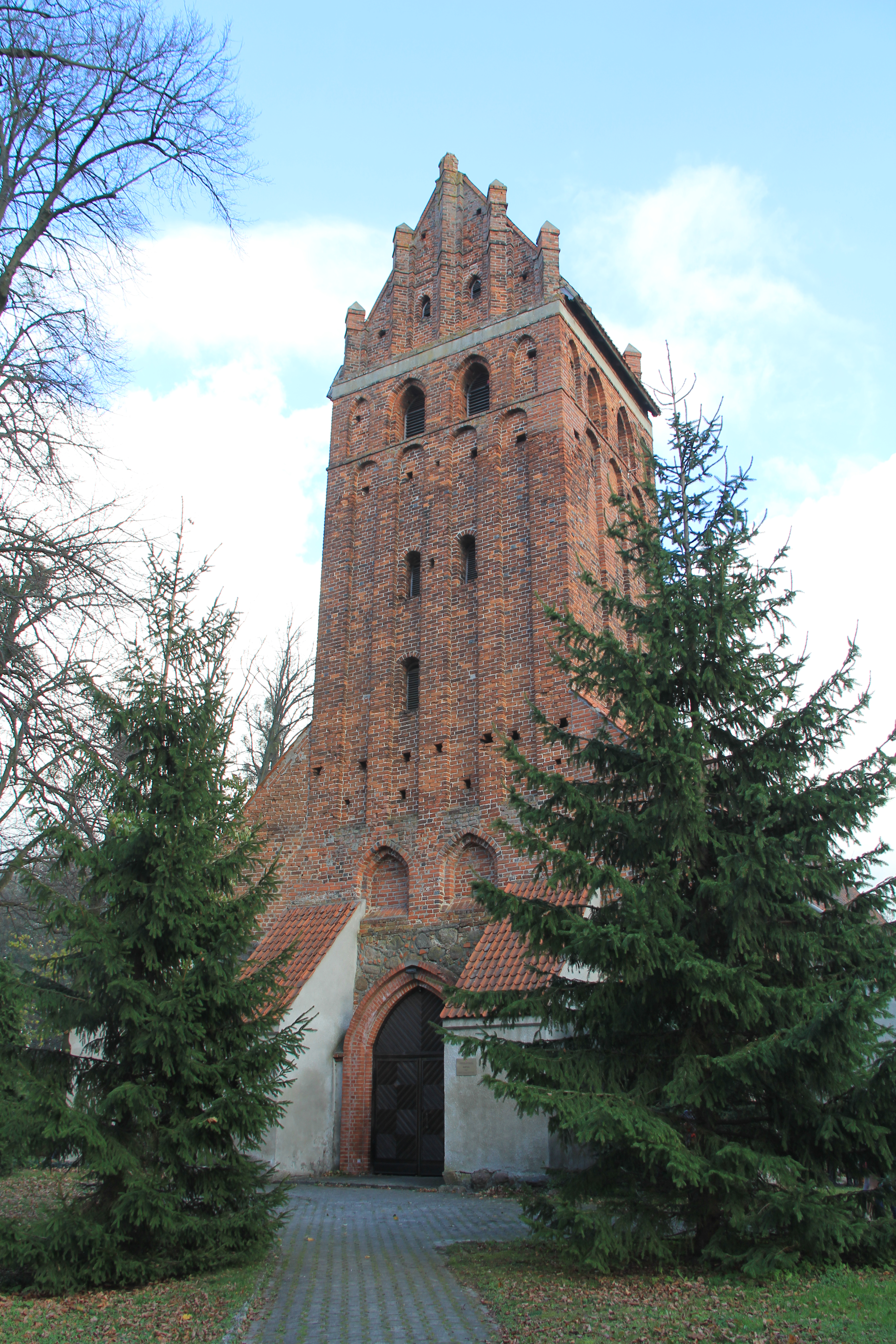
Kościół w Gurjewsku
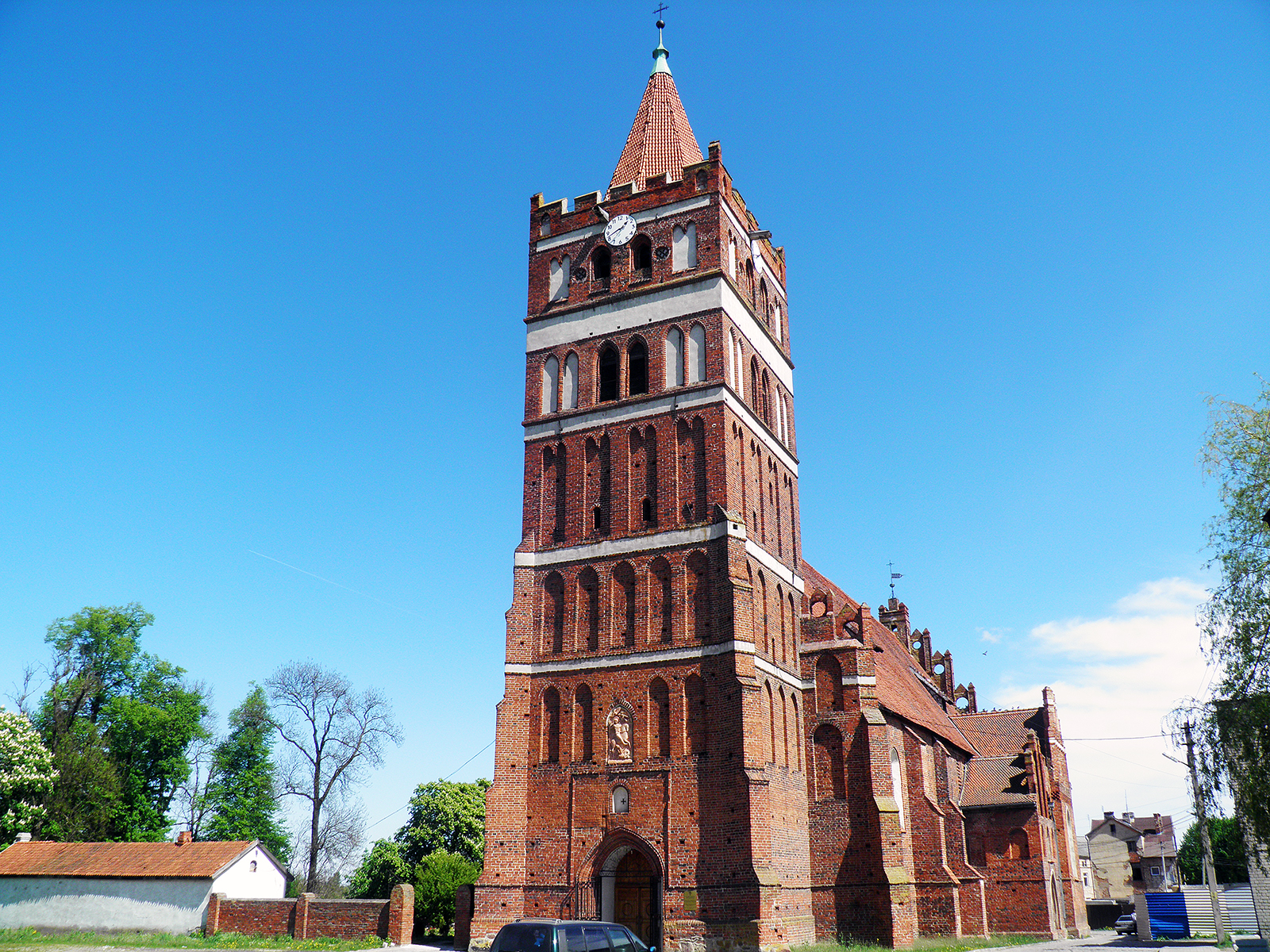
Kościół św. Jerzego w Prawdinsku (ob. cerkiew)
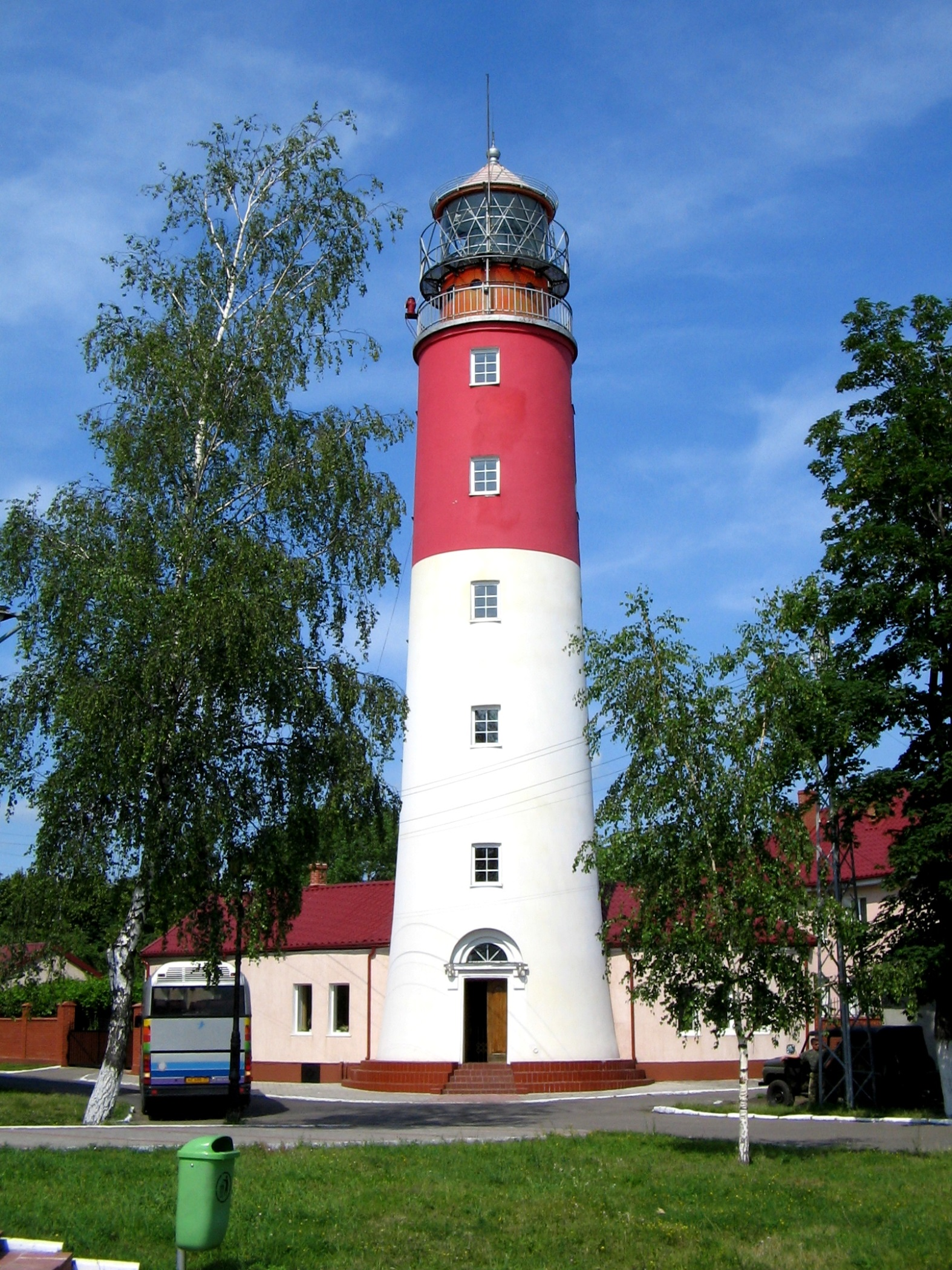
Latarnia morska w Bałtyjsku
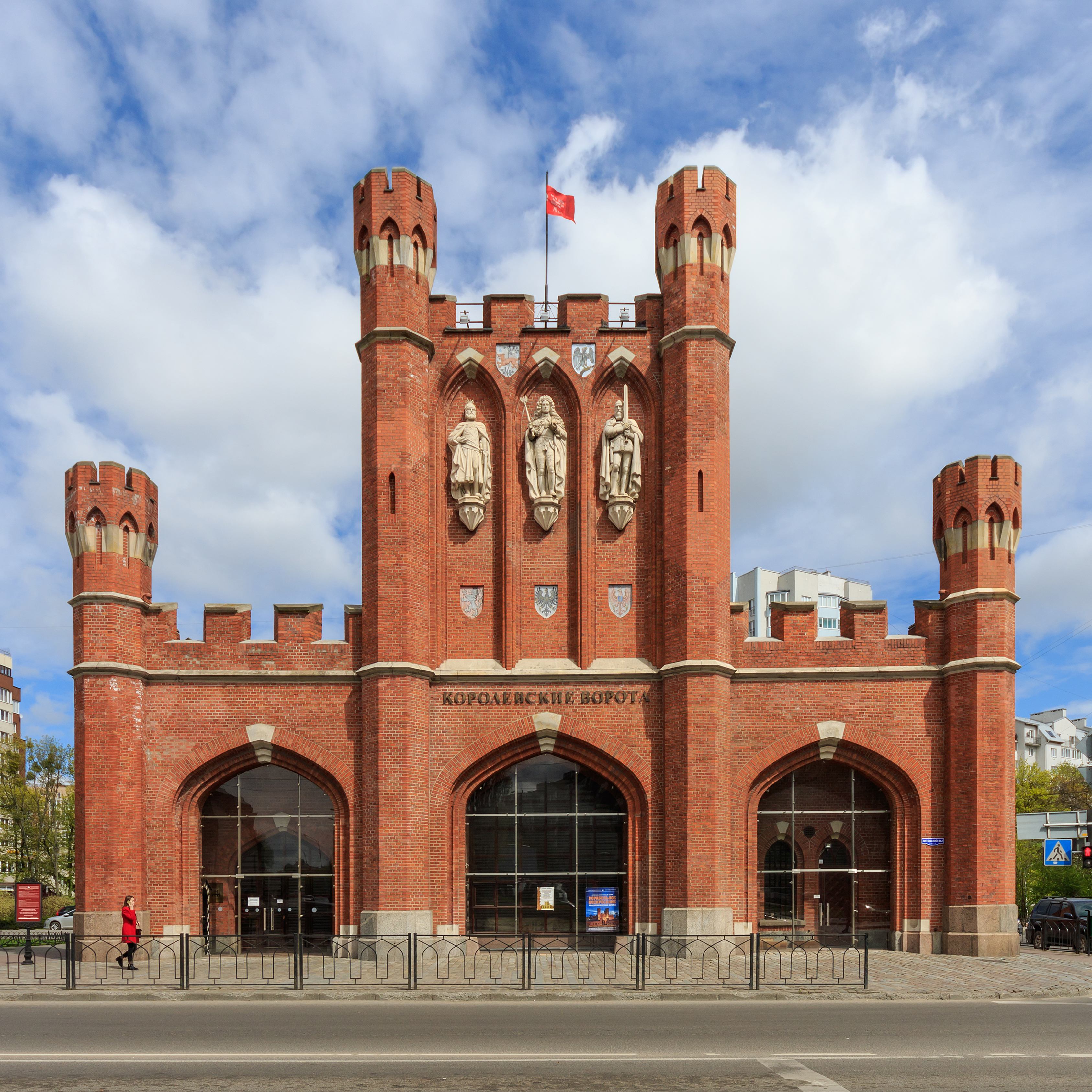
Brama Królewska w Królewcu
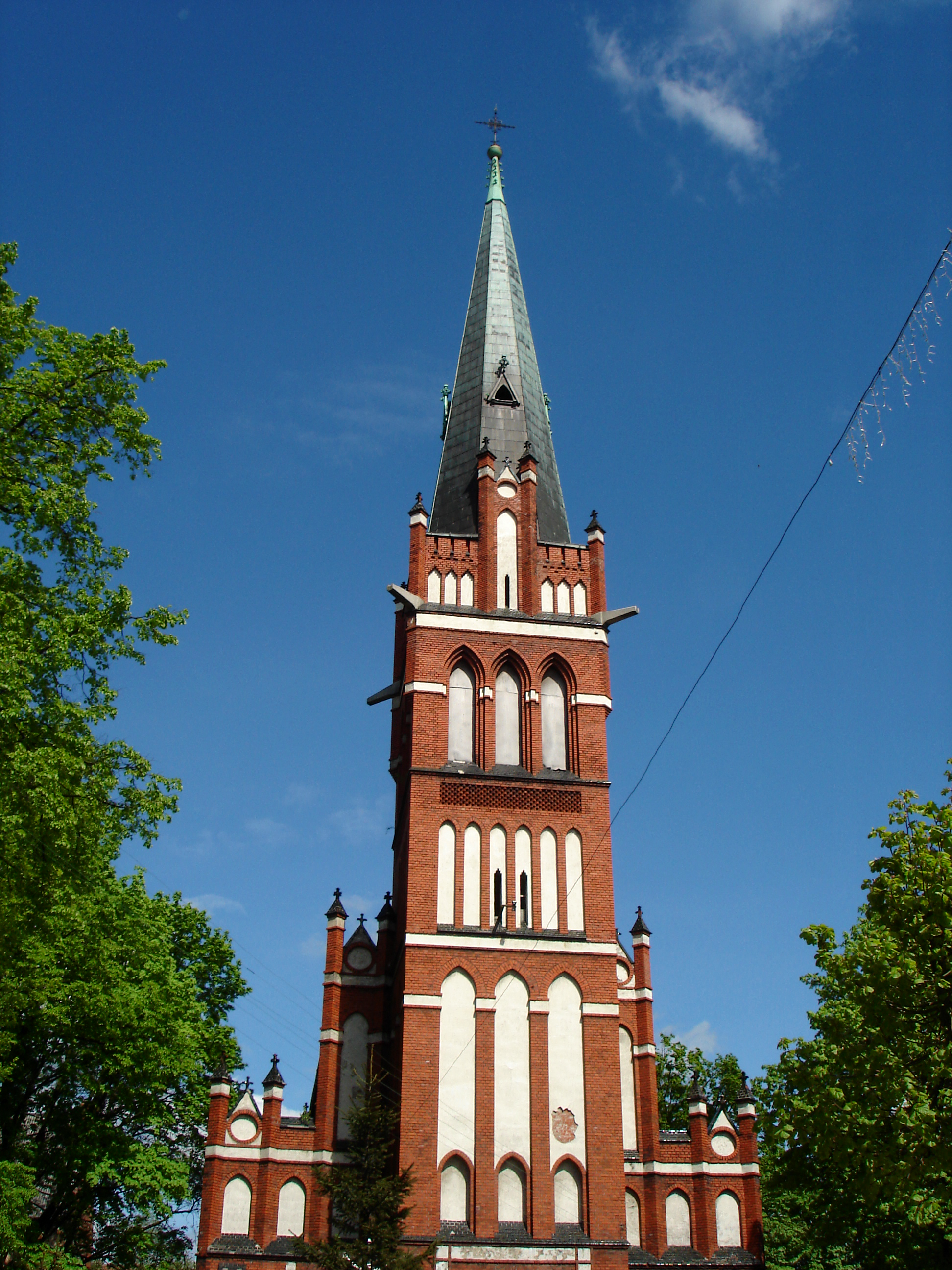
Kościół św. Brunona w Czerniachowsku
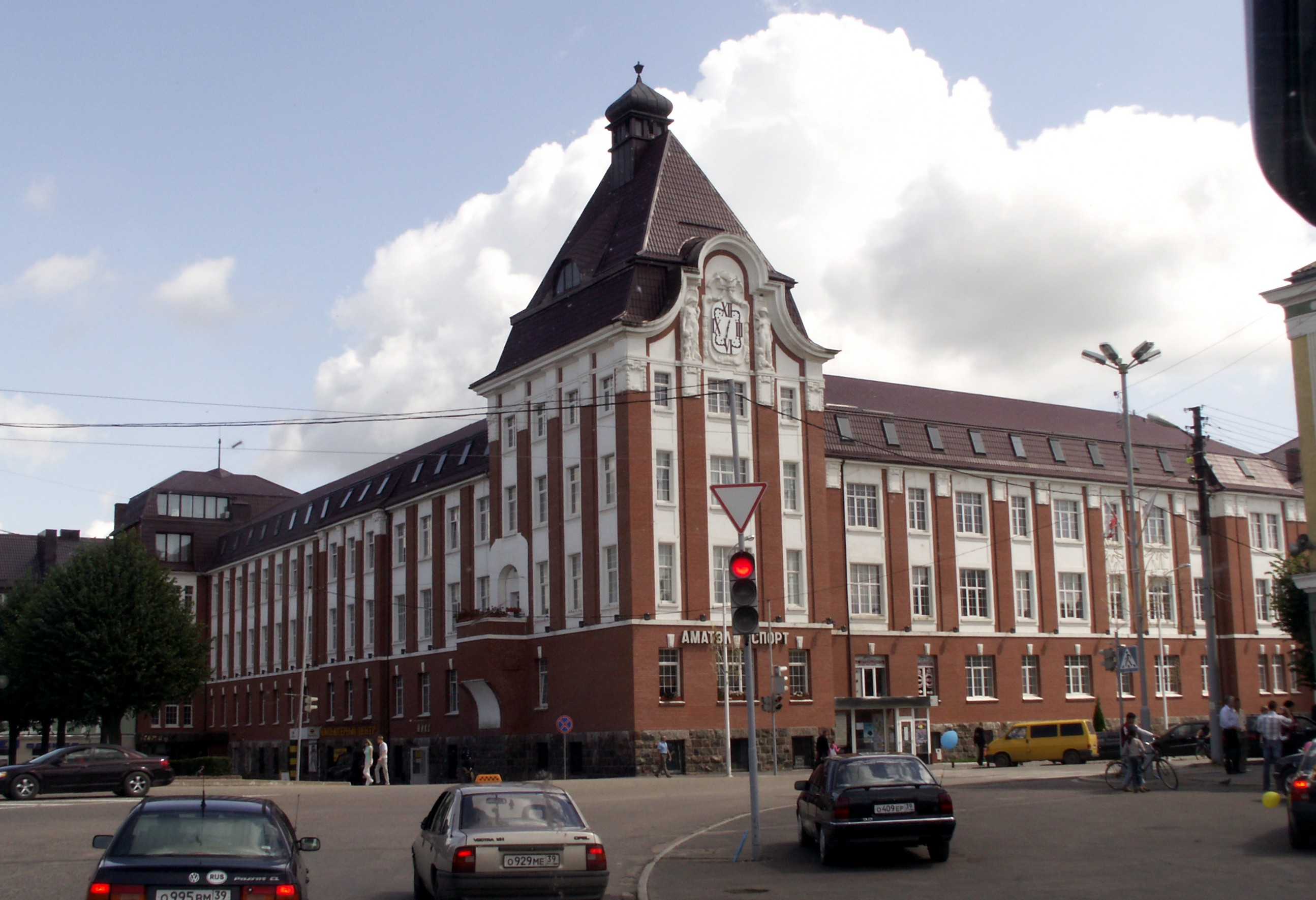
Gmach rejencji w Gusiewie

### Od 1945 roku

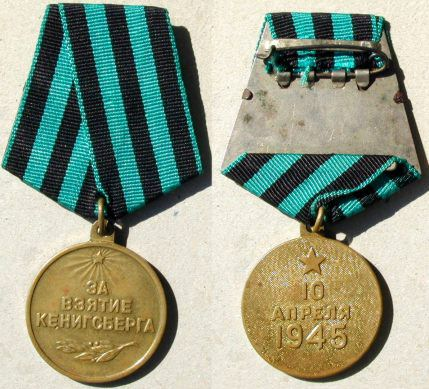
Radziecki Medal „Za zdobycie Królewca”

Pod koniec II wojny światowej obszar przyszłego obwodu zajęła Armia Czerwona. Stolica niemieckiej prowincji Prusy Wschodnie – Królewiec padł po długim oblężeniu 9 kwietnia 1945. Po wojnie, na mocy traktatu poczdamskiego, prowincja Prusy Wschodnie została zlikwidowana, a jej obszar podzielony pomiędzy Polskę i ZSRR. Związek Radziecki otrzymał ok. 1/3 ziem byłych Prus Wschodnich; tereny te stanowią obecnie obszar obwodu. 

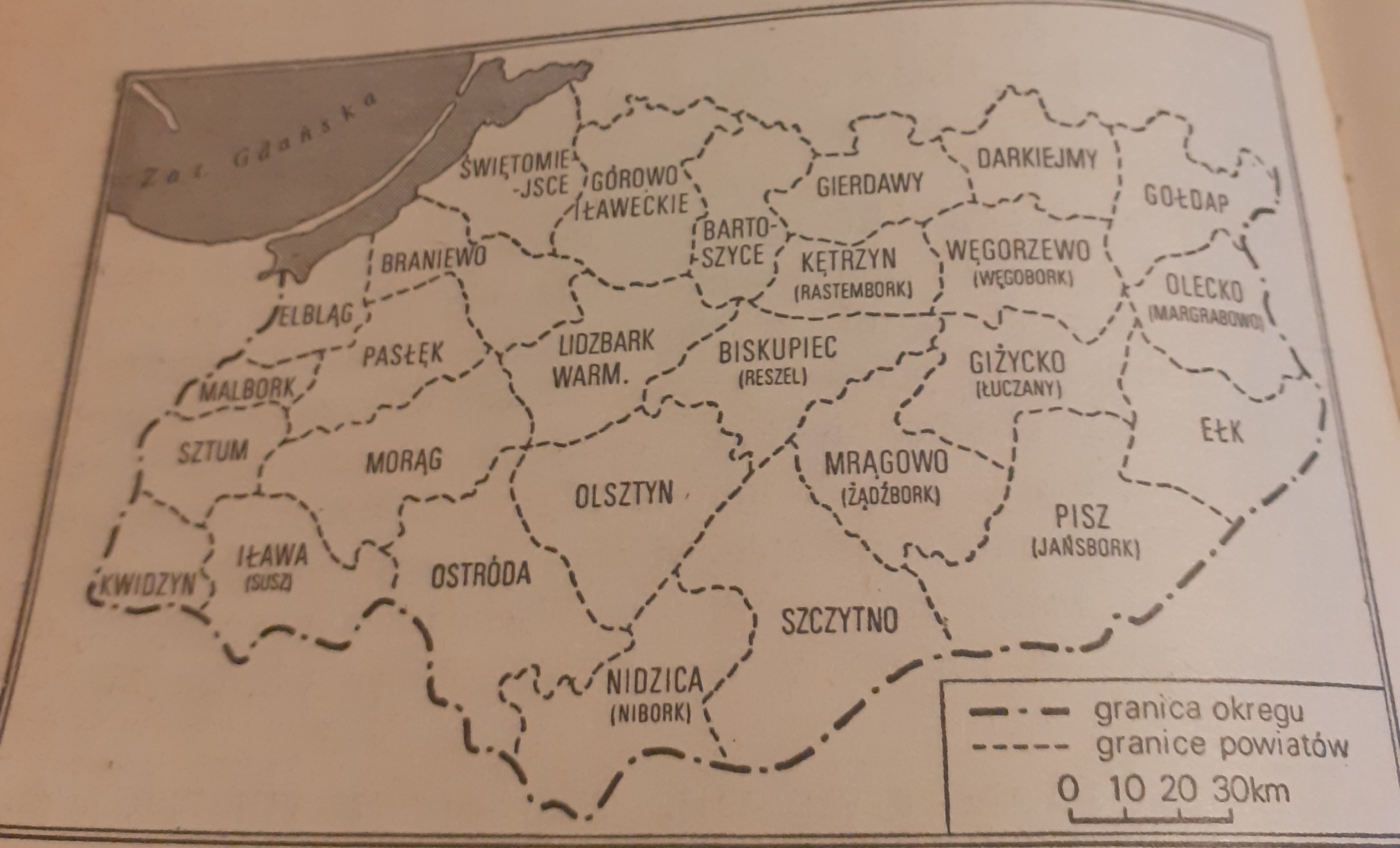
Obszar pod kontrolą administracji polskiej wiosną 1945r. we wrześniu 1945 r. górna część tego obszaru przeszła do ZSRR

Wiosną 1945 roku tereny południowej części  obwodu królewieckiego był pod kontrolą administracji polskiej, obszar ten obejmował 1125 km², tymczasowa linia graniczna biegła granicą dawnych powiatów: świętomiejskiego, iławeckiego, bartoszyckiego, gierdawskiego , darkiejmskiego, gołdapskiego. We wrześniu 1945 granice przesunięto kilkanaście kilometrów w dół  na korzyść ZSRR.

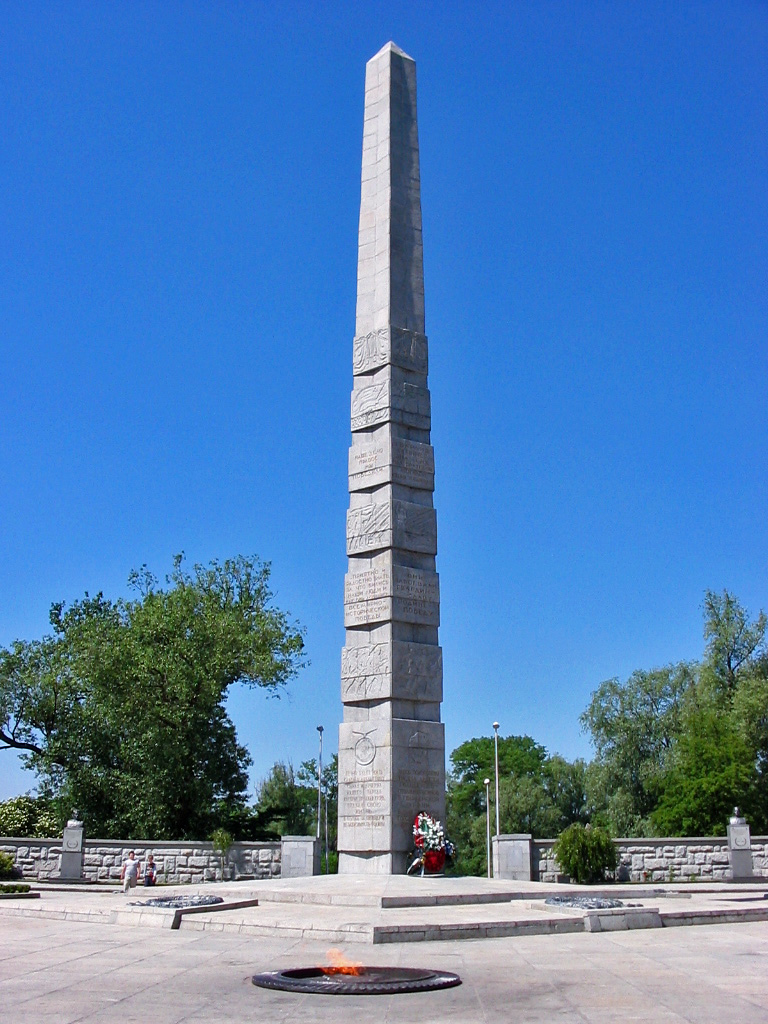
Pomnik 1200 żołnierzy Armii Czerwonej poległych przy zdobywaniu Królewca

Zaraz po zajęciu tych ziem przez ZSRR powstał na ich obszarze Königsbergski Specjalny Okręg Wojskowy (ros. Кёнигсбергский особый военный округ), który, wbrew nazwie, zajmował się także administrowaniem sprawami cywilnymi. Formalnie obwód został utworzony 7 kwietnia 1946 jako część terytorium Rosyjskiej Federacyjnej Socjalistycznej Republiki Radzieckiej w ramach ZSRR, pod nazwą „obwód königsbergski” (Кёнигсбергская область). 4 lipca 1946, w wyniku zmiany urzędowej nazwy miasta Königsberg na Kaliningrad (Калининград), powstał obwód kaliningradzki (Калининградская область). W tym samym czasie dokonano zmian nazw praktycznie wszystkich miejscowości w obwodzie.
Do 1947 praktycznie cała niemiecka ludność została wysiedlona; na obszarze tym osiedlili się osadnicy z różnych części ZSRR, głównie Rosjanie. Teren obwodu stał się z racji położenia geograficznego jedną z najbardziej zmilitaryzowanych części Rosji. Aż do 1991 obwód królewiecki pozostawał zamknięty dla cudzoziemców. Wszystkie połączenia lotnicze i kolejowe prowadziły w kierunku wschodnim, do portów zawijały tylko statki bandery radzieckiej, a szlaki kolejowe i drogowe wiodące ku południu urywały się w większości na granicy z Polską.

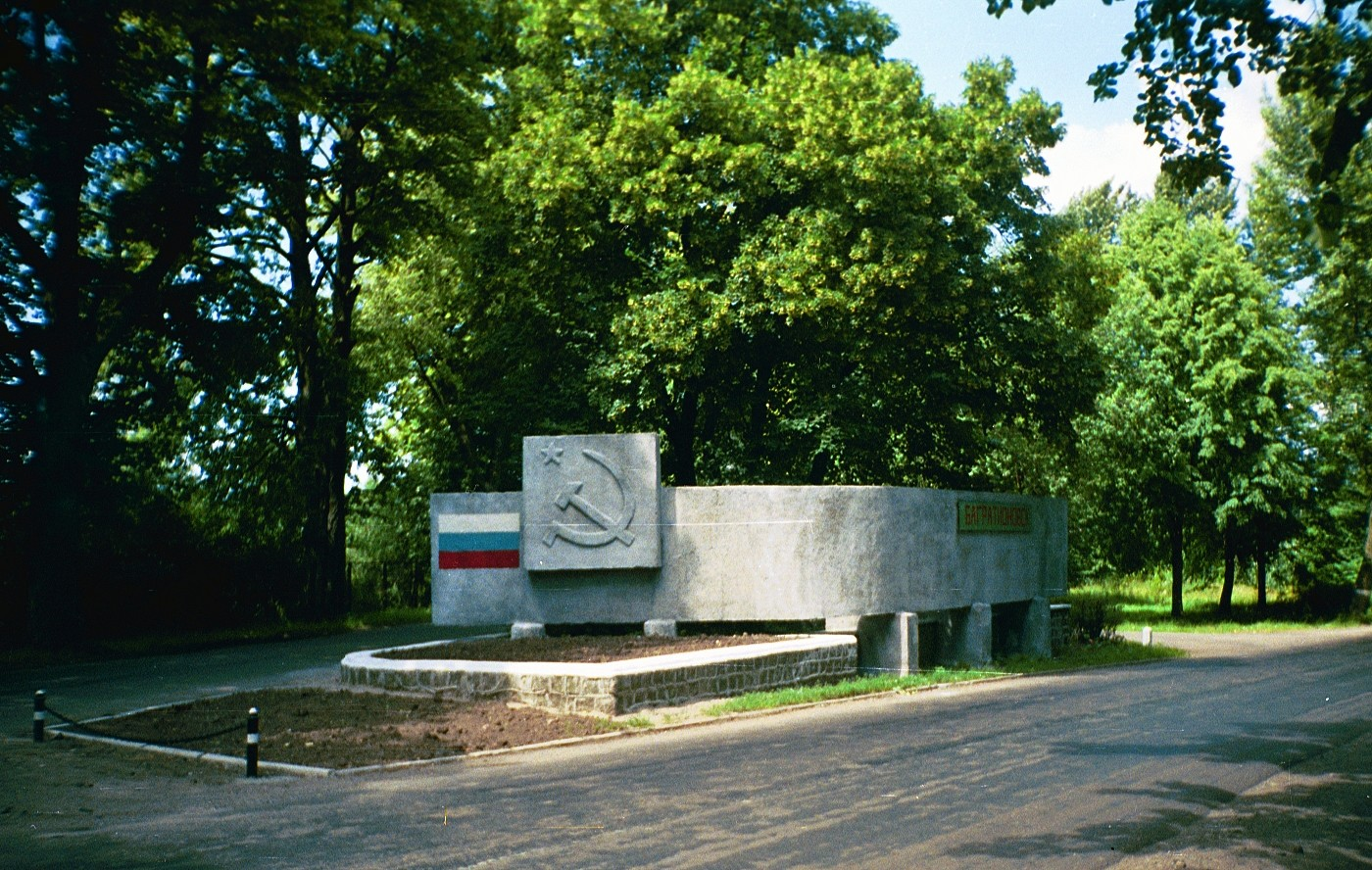
Wjazd do Bagrationowska od strony granicy z Polską

Po 1991 i ukonstytuowaniu się Federacji Rosyjskiej jako nowego państwa władze federacyjne w Moskwie nie były w stanie wypracować spójnej koncepcji dotyczącej bałtyckiej eksklawy. Pojawił się nurt separatystyczny postulujący szeroką autonomię (postulat partii „Reformy – Nowy Kurs”) lub nawet niepodległość obwodu jako Republiki Bałtyckiej – samodzielnego podmiotu prawa międzynarodowego, luźno stowarzyszonego z Rosją (koncepcje takie głosiła Bałtycka Partia Republikańska). O ile jednak na początku lat 90. XX w. tego typu postulaty popierało nawet ok. 20–30% mieszkańców obwodu, to już w latach 2000–2001 poparcie dla utworzenia niezależnej republiki spadło do ok. 6%.
Zrealizowana w 2001 reforma pozbawiła obwód części bezpośrednich wpływów z podatków, które zostały przekazane do budżetu federalnego, w zamian wprowadzając mechanizm subwencji i dotacji. W efekcie przyczyniło się to do finansowego uzależnienia regionu od władz centralnych. W 2010 budżet federalny uzyskał z terenu obwodu wpływy w wysokości ok. 1 mld USD, a budżet obwodu – niespełna 0,4 mld USD. Subwencje, dotacje i transfery w roku 2010 stanowiły 40% dochodów budżetu obwodu.
1 kwietnia 2006 weszła w życie ustawa o specjalnej strefie ekonomicznej. Obecnie administracja prezydencka w okresie rządów Władimira Putina i Dmitrija Miedwiediewa realizuje pragmatyczne podejście do eksklawy, próbując z jednej strony dalej rozwijać jego współpracę międzynarodową, a drugiej zaś, ograniczając jego uprawnienia na rzecz większego uzależnienia od władz w Moskwie. Wprowadzono m.in. zakaz istnienia regionalnych partii i bloków politycznych.
30 stycznia 2012 w Królewcu doszło do największego od lat protestu politycznego w Rosji, który przyczynił się m.in. do usunięcia dotychczasowego gubernatora obwodu Gieorgija Boosa.
Sankcje po napaści Rosji na Ukrainę utrudniły komunikację z pozostałą częścią Rosji.

## Miasta

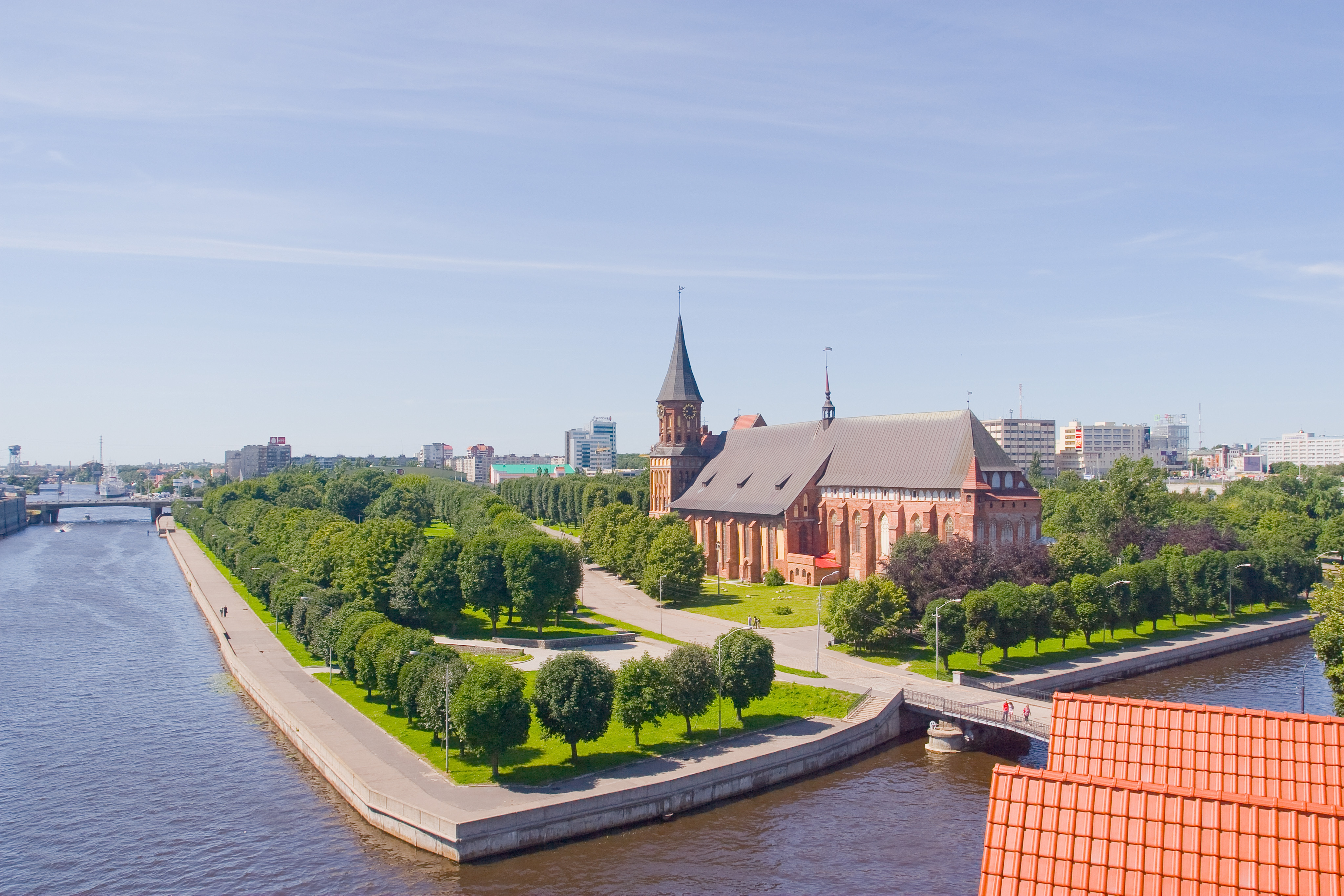
Królewiec był znaczącym ośrodkiem polskiej kultury i nauki. Tu powstała jedna z wiodących uczelni I RP (Albertyna) oraz jedno z najstarszych polskich czasopism (Poczta Królewiecka)

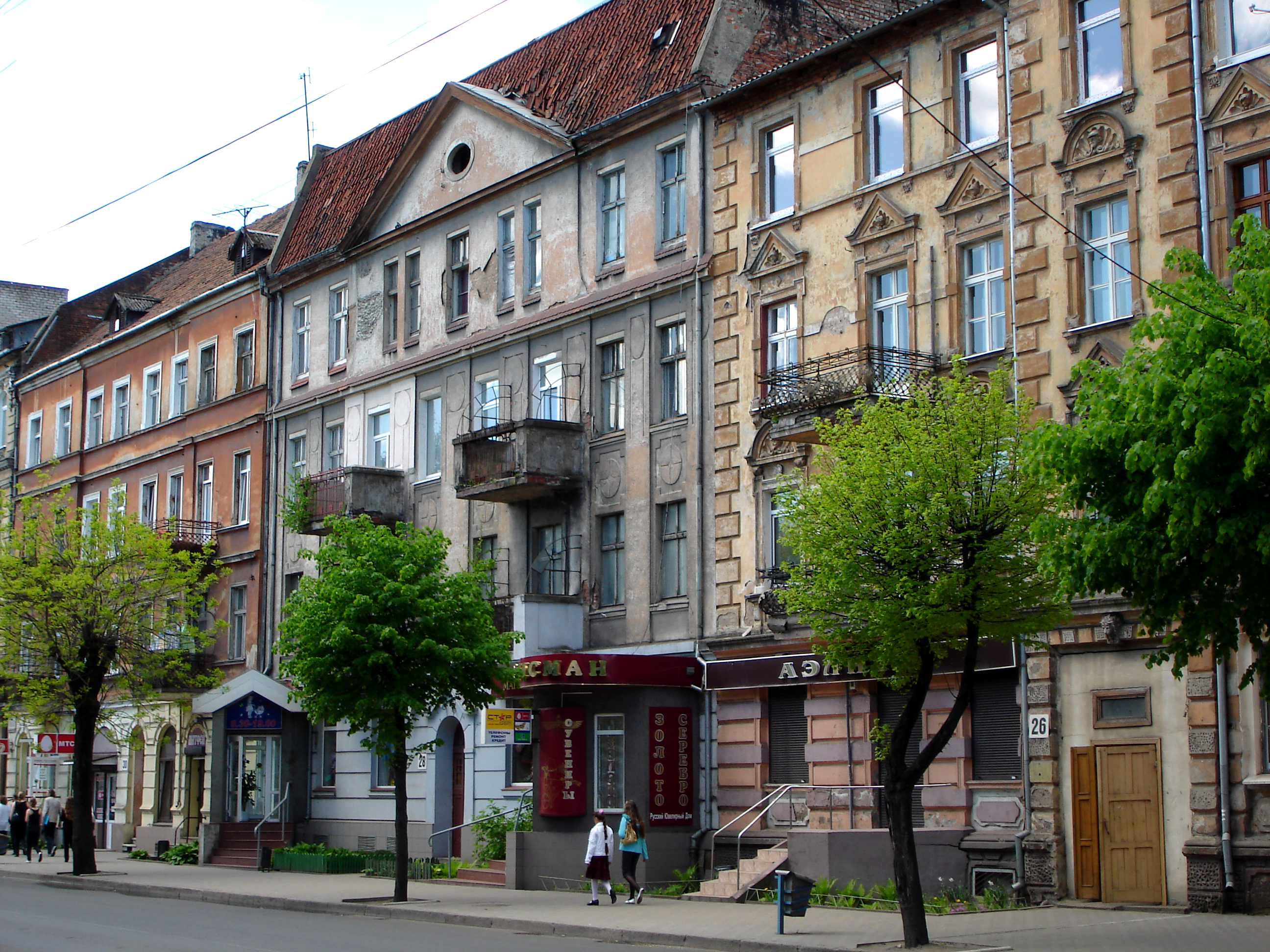
Sowieck jest największym miastem historycznej Skalowii i rosyjskiej części Małej Litwy oraz miejscem podpisania traktatu, po którym powstało w 1807 Księstwo Warszawskie

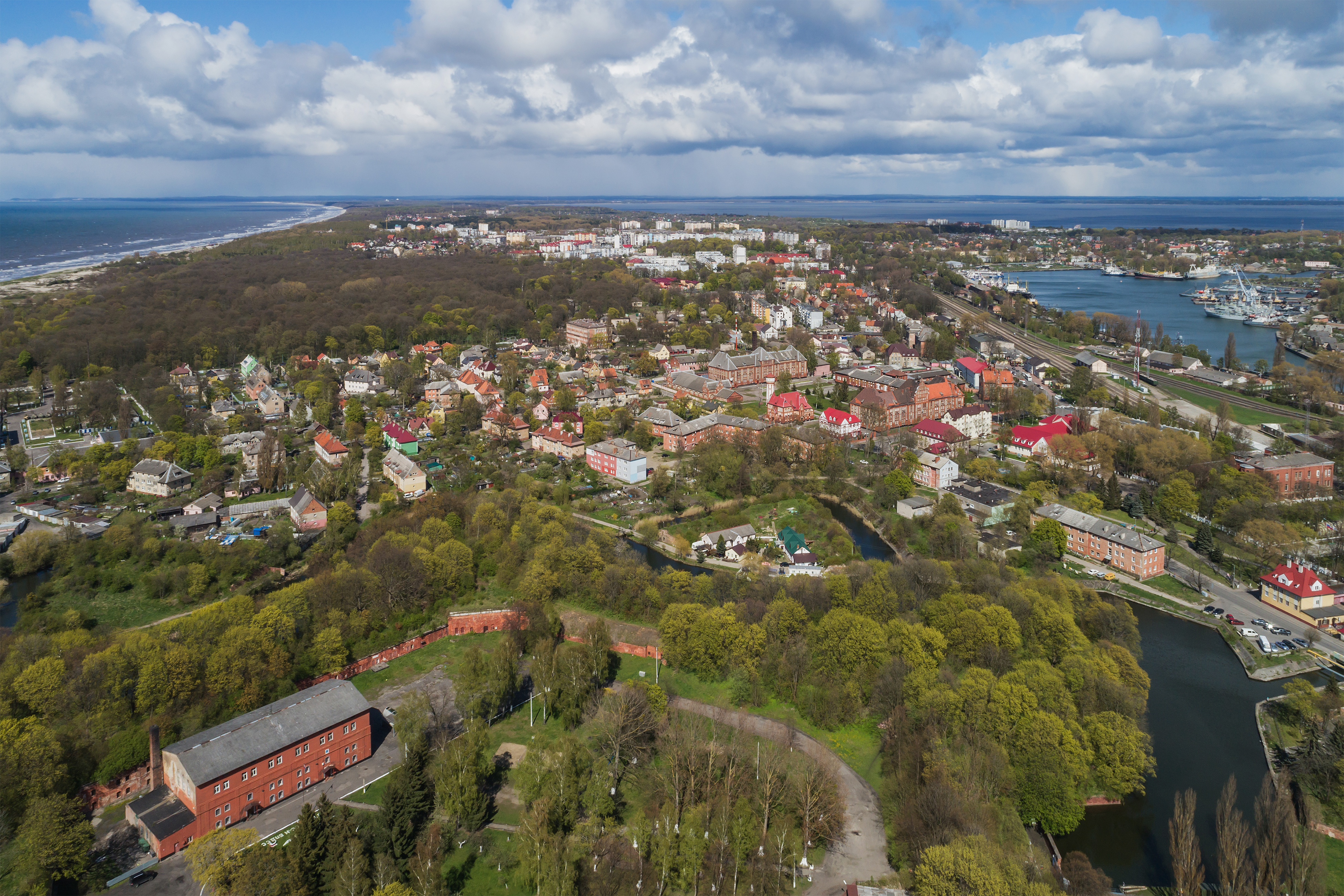
Bałtyjsk, położony po obu stronach Cieśniny Piławskiej, jest najbardziej na zachód wysuniętym miastem Rosji

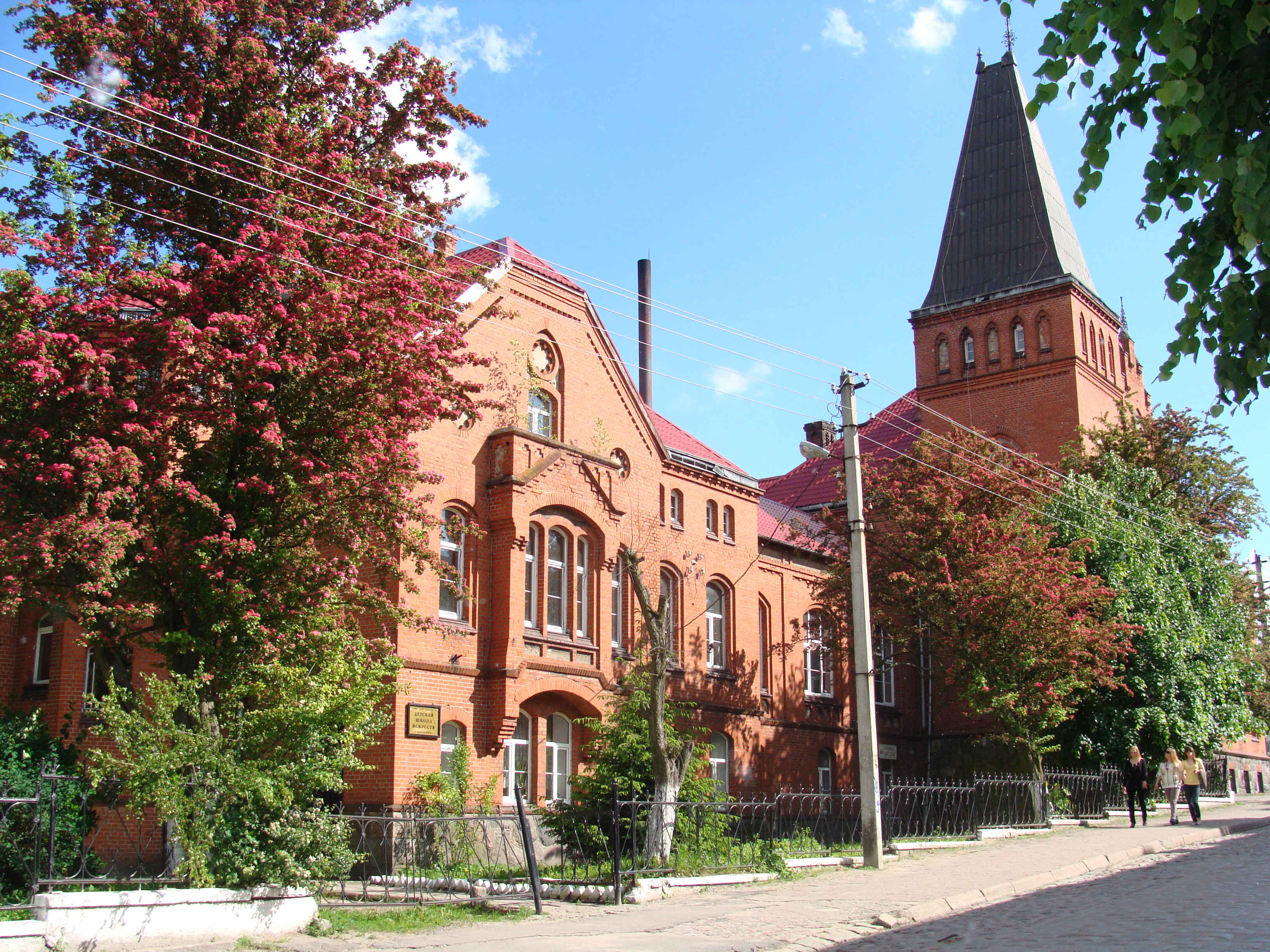
Bagrationowsk jako Iławka początkowo po II wojnie światowej przynależał do Polski, jednakże został po kilku miesiącach odebrany przez ZSRR

Największym miastem obwodu jest jego ośrodek administracyjny – Królewiec, skupiający ok. 45% całej populacji regionu. Na terenie obwodu znajduje się 21 miast oraz 3 osiedla typu miejskiego.
Miasta i największe osiedla typu miejskiego:
- Primorje – 954 mieszkańców (2010)

| Herb | Nazwa              | Nazwa rosyjska  | Historyczna nazwa polska | Historyczna nazwa niemiecka | Historyczna nazwa litewska    | Liczba mieszkańców (2006-01-01) |
| ---- | ------------------ | --------------- | ------------------------ | --------------------------- | ----------------------------- | ------------------------------- |
|      | Królewiec          | Калининград     | Królewiec                | Königsberg                  | Karaliaučius                  | 423 651                         |
|      | Sowieck            | Советск         | Tylża                    | Tilsit                      | Tilžė                         | 43 048                          |
|      | Czerniachowsk      | Черняховск      | Wystruć                  | Insterburg                  | Įsrutis                       | 41 680                          |
|      | Bałtijsk           | Балтийск        | Piława                   | Pillau                      | Piliava, Piluva               | 33 255                          |
|      | Gusiew             | Гусев           | Gąbin                    | Gumbinnen                   | Gumbinė                       | 28 051                          |
|      | Swietłyj           | Светлый         | Buda                     | Zimmerbude                  | Cimerbūdė                     | 21 805                          |
|      | Gwardiejsk         | Гвардейск       | Tapiawa                  | Tapiau                      | Sugubriai, Tepliuva, Tepliava | 13 552                          |
|      | Nieman             | Неман           | Ragneta                  | Ragnit                      | Ragainė                       | 12 320                          |
|      | Zielenogradsk      | Зеленоградск    | Koronowo, Kranc          | Cranz                       | Krantas                       | 12 266                          |
|      | Pionierskij        | Пионерский      | Kurowo                   | Neukuhren                   | Kuršiai                       | 11 761                          |
|      | Gurjewsk           | Гурьевск        | Romnowo                  | Neuhausen                   | Noihauzenas                   | 11 132                          |
|      | Swietłogorsk       | Светлогорск     | Ruszowice, Ruskowo       | Rauschen                    | Rūsiai, Raušiai, Rūšiai       | 10 918                          |
|      | Polessk            | Полесск         | Labiawa                  | Labiau                      | Labguva                       | 7570                            |
|      | Mamonowo           | Мамоново        | Świętomiejsce            | Heiligenbeil                | Šventapilė                    | 7500                            |
|      | Bagrationowsk      | Багратионовск   | Pruska Iława, Iławka     | Preußisch Eylau             | Ylava, Prūsų Ylava, Yluva     | 6773                            |
|      | Oziorsk            | Озёрск          | Darkiejmy                | Darkehmen                   | Darkiemis                     | 5357                            |
|      | Jantarnyj1)        | Янтарный        | Palmniki                 | Palmnicken                  | Palmininkai, Palvininkai      | 5346                            |
|      | Sławsk             | Славск          | Jędrzychowo              | Heinrichswalde              | Gastos                        | 4979                            |
|      | Niestierow         | Нестеров        | Stołupiany               | Ebenrode d. Stallupönen     | Stalupénai                    | 4889                            |
|      | Prawdinsk          | Правдинск       | Frydląd, Frydland        | Friedland in Ostpreußen     | Romuva                        | 4439                            |
|      | Ładuszkin          | Ладушкин        | Ludwikowo                | Ludwigsort                  | Liudvigsortas                 | 3802                            |
|      | Krasnoznamiensk    | Краснознаменск  | Łoździenie               | Lasdehnen                   | Lazdėnai                      | 3518                            |
|      | Żeleznodorożnyj 1) | Железнодорожный | Gierdawy                 | Gerdauen                    | Girdava                       | 2857                            |
|      | Primorsk 1)        | Приморск        | Rybaki                   | Fischhausen                 | Žuvininkai                    | 2118                            |

1) – osiedle typu miejskiego

## Społeczeństwo

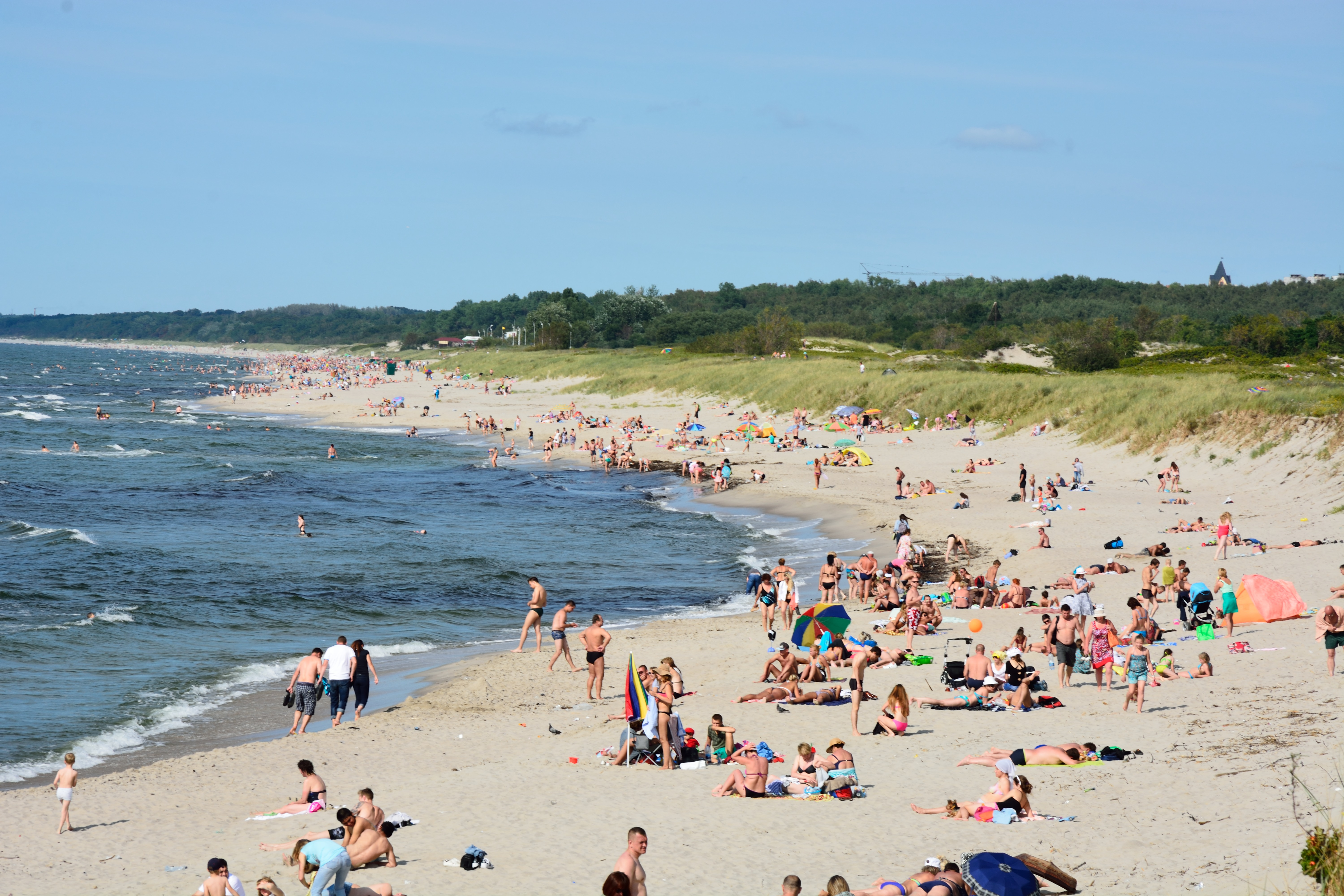
Bałtyjsk

### Demografia
Zgodnie ze spisem ludności przeprowadzonym w 2002 obwód królewiecki zamieszkuje 955 281 osób, co stanowi ok. 0,7% ogółu ludności Federacji Rosyjskiej. Około 78,5% ludności mieszka w miastach i osiedlach typu miejskiego, a 21,5% zamieszkuje wsie.
| Rok  | Populacja | Mieszakańcy miast (% populacji) | Mieszkańcy wsi (% populacji) |
| ---- | --------- | ------------------------------- | ---------------------------- |
| 1959 | 610 181   | 64,2                            | 35,8                         |
| 2002 | 955 281   | 78,5                            | 21,5                         |

W 2010 zanotowano ujemny przyrost naturalny – liczba zgonów była wyższa od liczby urodzeń o około 3 tys. Straty te równoważone są przez migracje z innych obwodów Rosji.
Gęstość zaludnienia w obwodzie wynosi średnio 62,6 os./km², co stawia obwód na III miejscu w kraju, za okręgiem Krasnodarskim oraz Obwodem Tulskim.

### Narodowości

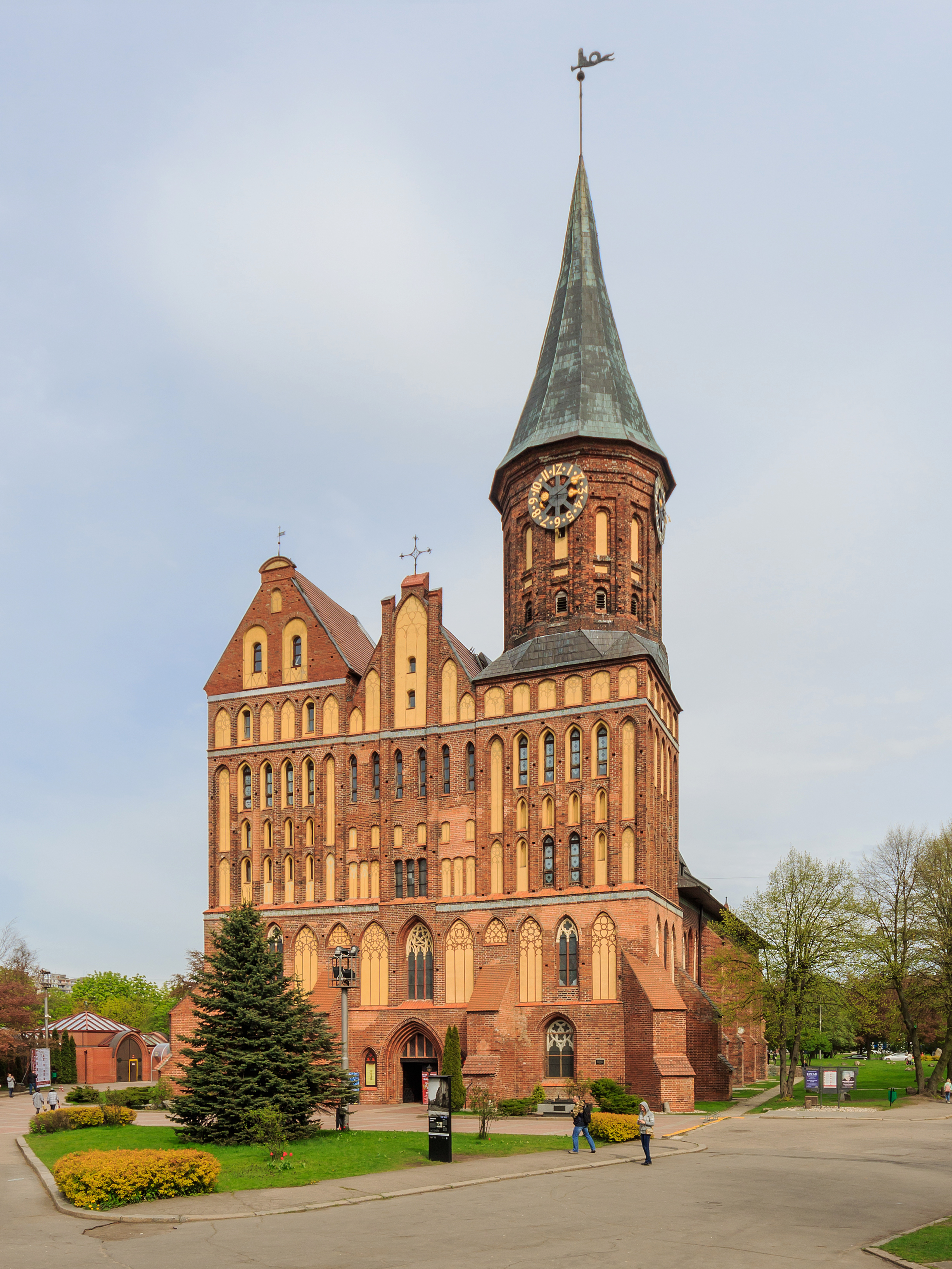
W katedrze królewieckiej do XVIII w. odprawiano nabożeństwa w języku polskim. Katedra jest miejscem spoczynku Bogusława Radziwiłła

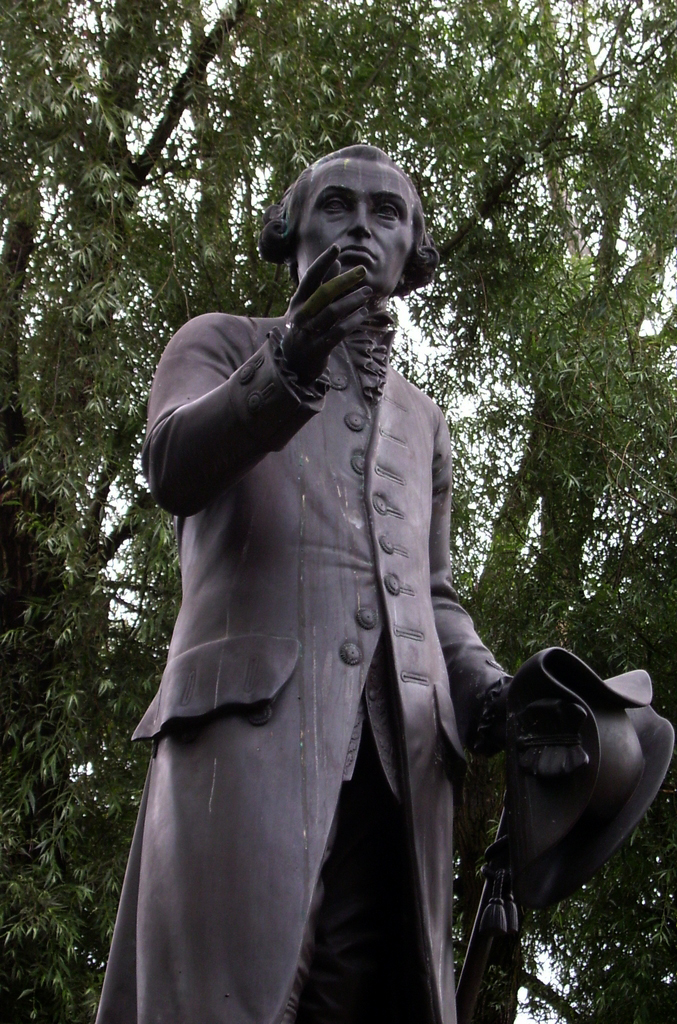
Pomnik Immanuela Kanta w Królewcu

Obecna struktura narodowościowa obwodu ukształtowała się po II wojnie światowej, kiedy to, po ucieczce i wysiedleniu ludności niemieckiej, obszar ten zasiedlili osadnicy z różnych część Związku Radzieckiego, głównie Rosjanie. Polacy będący w diasporze na terenie obwodu mają swą organizację – Wspólnotę Kultury Polskiej.
W obwodzie królewieckim żyje w sumie 97 narodowości i grup etnicznych, największa z nich to Rosjanie, którzy stanowią ponad 82% ogółu populacji.

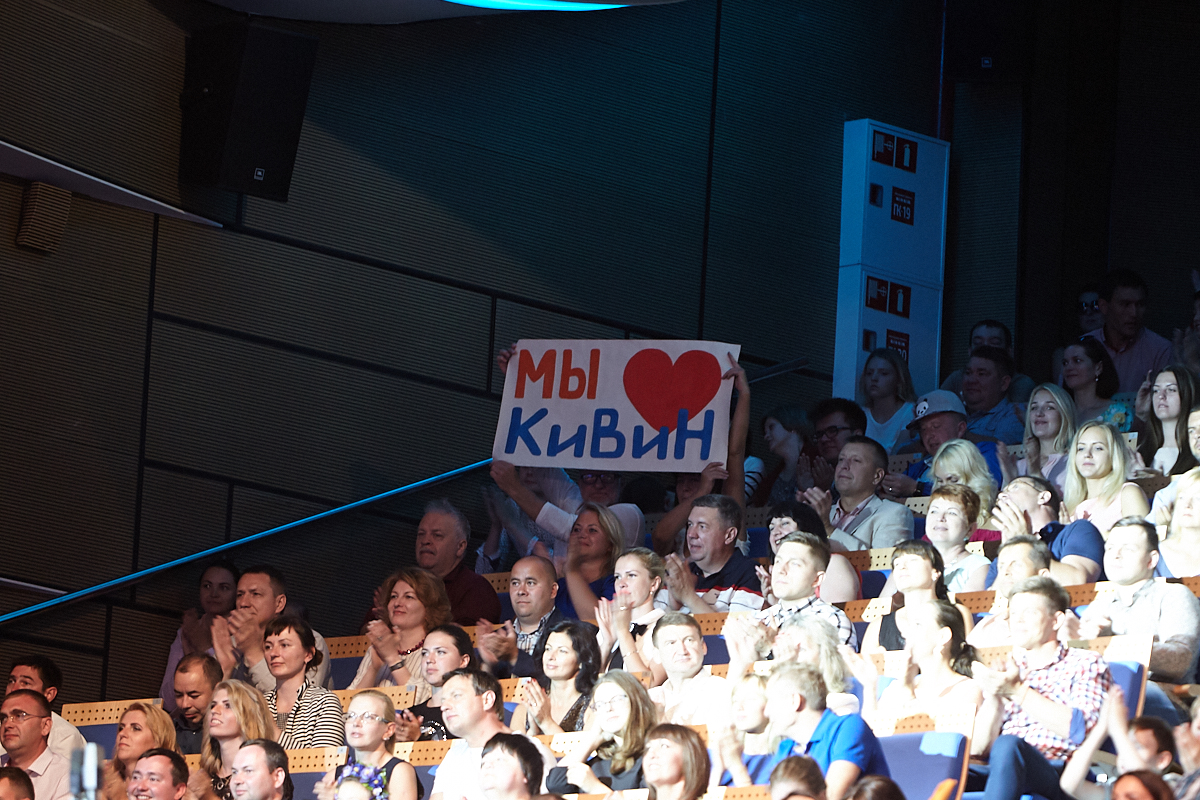
KiViN festiwal muzyczny, Swietłogorsk

| Narodowość                 | w 1959 r. | w 1959 r. | w 2002 r. | w 2002 r. |
| -------------------------- | --------- | --------- | --------- | --------- |
| Rosjanie                   | 473 861   | (77,5%)   | 786 885   | (82,37%)  |
| Białorusini                | 57 178    | (9,3%)    | 50 748    | (5,31%)   |
| Ukraińcy                   | 35 717    | (5,8%)    | 47 229    | (4,94%)   |
| Litwini                    | 21 262    | (3,4%)    | 13 937    | (1,46%)   |
| Ormianie                   | b.d.      | b.d.      | 8415      | (0,88%)   |
| Niemcy                     | b.d.      | b.d.      | 8340      | (0,87%)   |
| Tatarzy                    | 2202      | (0,3%)    | 4729      | (0,50%)   |
| Polacy                     | 3287      | (0,5%)    | 3918      | (0,41%)   |
| Azerowie                   | b.d.      | b.d.      | 2959      | (0,30%)   |
| Mordwini                   | 3360      | (0,5%)    | 2320      | (0,24%)   |
| Czuwasze                   | 2786      | (0,4%)    | 2027      | (0,21%)   |
| Żydzi                      | 4520      | (0,7%)    | 1599      | (0,17%)   |
| Cyganie                    | 802       | (0,1%)    | 1447      | (0,15%)   |
| Mołdawianie                | b.d.      | b.d.      | 1116      | (0,12%)   |
| Czeczeni                   | b.d.      | b.d.      | 738       | (0,08%)   |
| Łotysze                    | b.d.      | b.d.      | 709       | (0,07%)   |
| Gruzini                    | b.d.      | b.d.      | 681       | (0,07%)   |
| Kazachowie                 | b.d.      | b.d.      | 631       | (0,07%)   |
| Uzbecy                     | b.d.      | b.d.      | 631       | (0,07%)   |
| Baszkirzy                  | b.d.      | b.d.      | 562       | (0,06%)   |
| Jezydzi                    | b.d.      | b.d.      | 504       | (0,05%)   |
| Maryjczycy                 | b.d.      | b.d.      | 448       | (0,05%)   |
| Osetyjczycy                | b.d.      | b.d.      | 433       | (0,05%)   |
| Udmurci                    | b.d.      | b.d.      | 382       | (0,04%)   |
| Lezgini                    | b.d.      | b.d.      | 359       | (0,04%)   |
| Bułgarzy                   | b.d.      | b.d.      | 346       | (0,04%)   |
| Tadżycy                    | b.d.      | b.d.      | 309       | (0,03%)   |
| pozostałe narodowości      | 5910      | (0,9%)    | < 300     | (0,03%)   |
| o nieustalonej narodowości | b.d.      | b.d.      | 8880      | (0,93%)   |

### Struktura społeczna
| Według płci:                 | mężczyźni:         | 456,1 tys. – 47,7% | kobiety:      | 499,2 tys. – 52,3% |                 |       |
| Według miejsca zamieszkania: | miasto:            | 741,5 tys. – 70,4% | wieś:         | 213,8 tys. – 29,6% |                 |       |
| Według wieku (w %):          | poniżej 15 lat:    | 16,9%              | 15–64 lat:    | 69,0%              | powyżej 65 lat: | 14,1% |
| W ujęciu ekonomicznym wieku: | przedprodukcyjnym: | 19,6%              | produkcyjnym: | 60,9%              | poprodukcyjnym: | 19,5% |

- Przyrost naturalny: 0,201‰

### Wyznania

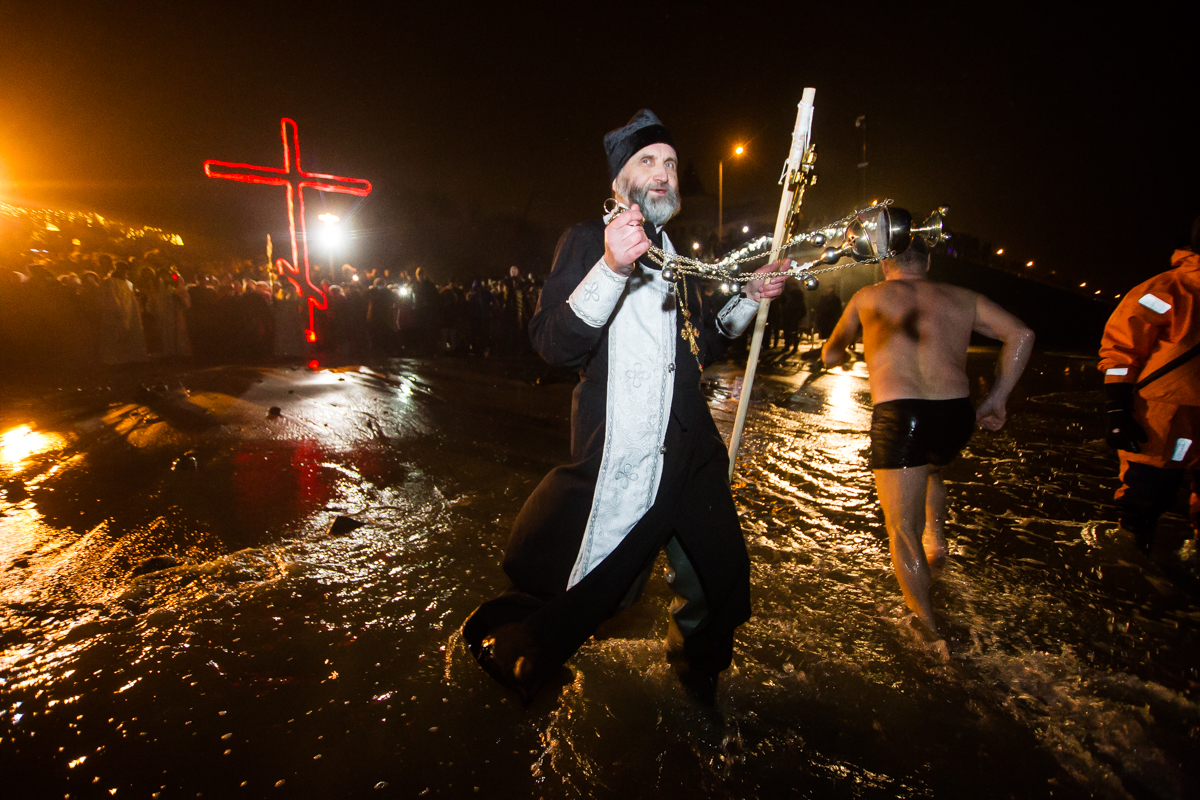
Wierni świętują prawosławną epifanię w lodowatej wodzie

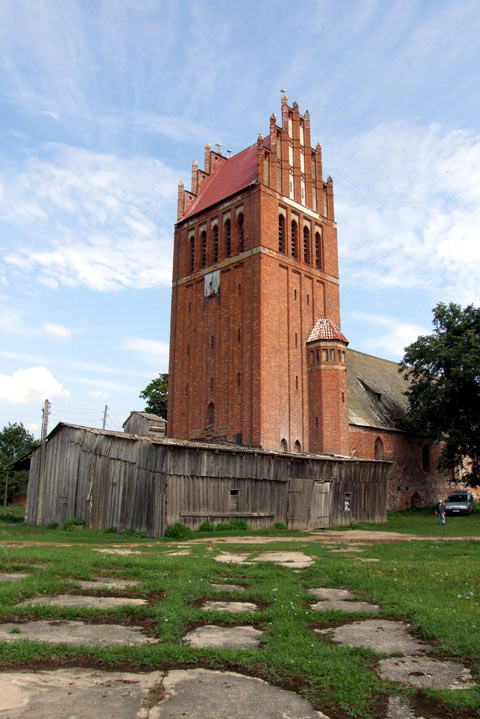
XV-wieczny kościół w Drużbie

Zdecydowana większość ludności obwodu wyznaje prawosławie. Po okresie ateizacji w czasach ZSRR pozostała duża liczba niewierzących. Z licznych, acz niewielkich mniejszości wyznaniowych, żyją tutaj m.in. katolicy, protestanci (głównie luteranie oraz baptyści, a także przedstawiciele nowych ruchów religijnych wywodzących się z tradycji protestanckiej) oraz Świadkowie Jehowy i mormoni, muzułmanie i wyznawcy judaizmu.
Struktura wyznaniowa obwodu:
| Prawosławni           | 59,7% |
| Katolicy              | 4,9%  |
| Pozostali             | 2,3%  |
| Ateiści lub agnostycy | 33,1% |

### Migracje
Obszar obwodu wykazuje dodatni przyrost rzeczywisty. Spowodowane jest to faktem, iż w obwodzie osiedlają się osoby pochodzenia europejskiego, zamieszkujące dotąd w należących niegdyś do ZSRR krajach Azji Środkowej. Saldo migracji w 2006 wyniosło 4‰, osiedlają się tutaj zwłaszcza Rosjanie, Ukraińcy i Niemcy. W wyniku migracji na terenie obwodu, po wojnie całkowicie pozbawionym Niemców, przedstawiciele tej narodowości stanowią już 0,9% populacji. Obwód królewiecki jest obwodem o największej fali imigracyjnej ze wszystkich obwodów Federacji Rosyjskiej. W lutym 2011 r. Rosja, Polska i Niemcy wezwały Komisję Europejską do objęcia obwodu ruchem bezwizowym z Unią Europejską. Ratyfikacja układu przez stronę rosyjską nastąpiła 14 czerwca 2012.
W 2011 konsulaty krajów UE wydały 215 tys. wiz dla mieszkańców obwodu (liczba ich wynosiła wówczas 941,5 tys.). Jedynie 18,5% mieszkańców miast obwodu nie opuściło nigdy granic Rosji.

## Podział administracyjny

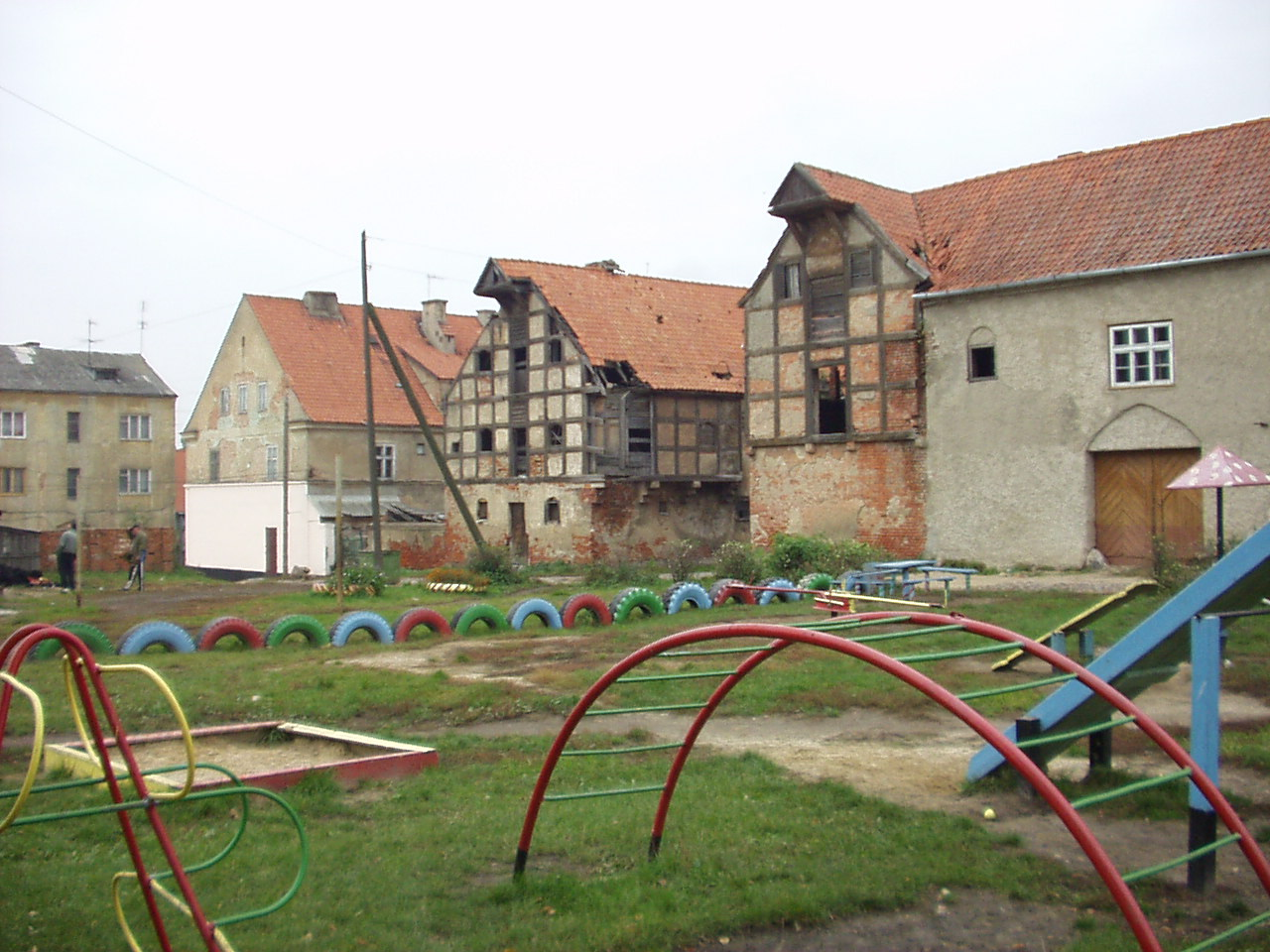
Żeleznodorożnyj

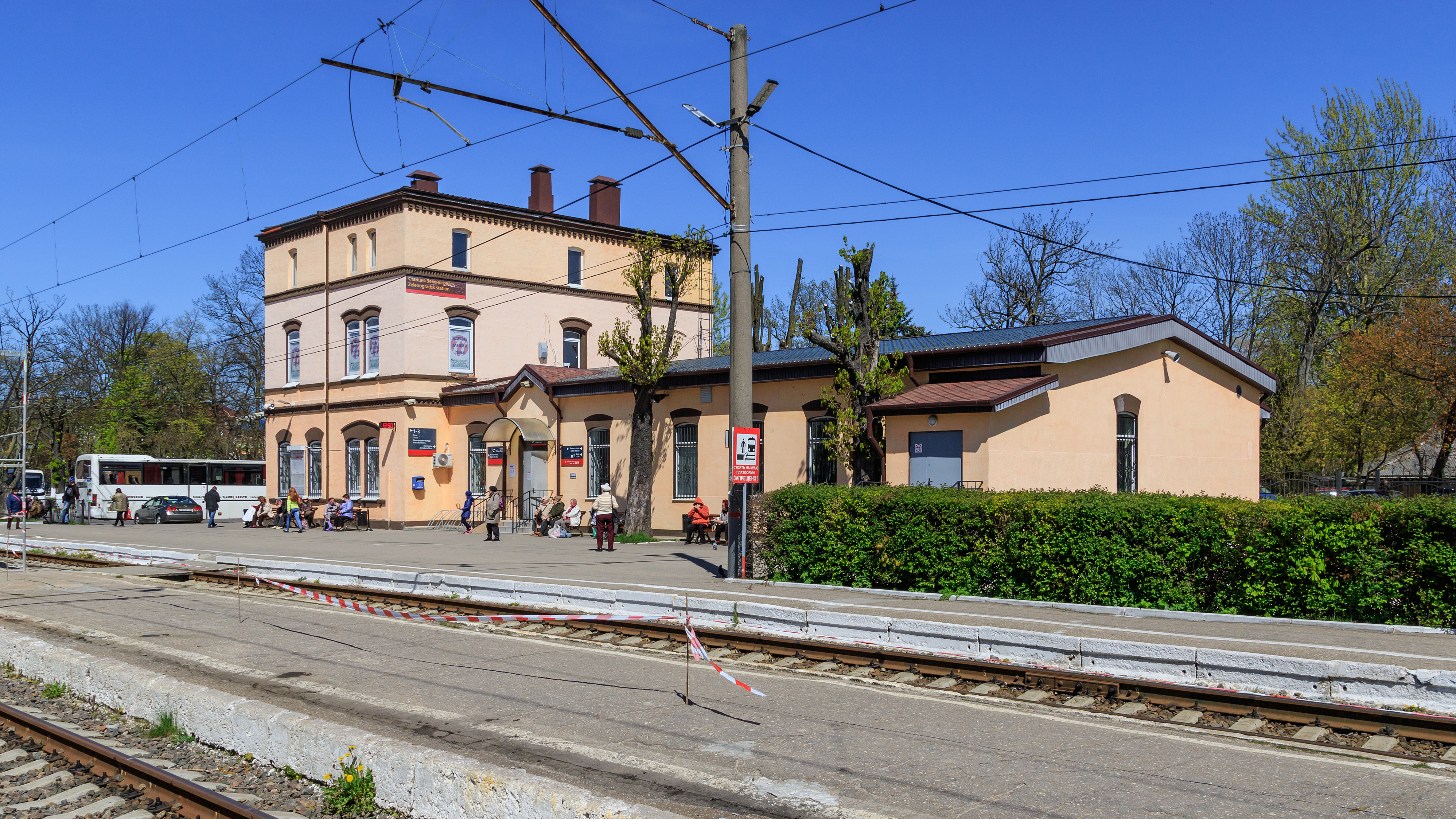
Zielenogradsk

Po reformie w 2010 obwód królewiecki pod względem administracyjnym dzielił się na trzy poziomy:
- I poziom: cały obwód ros. область;
- II poziom:
  - osiem miast o znaczeniu obwodowym (ros. Город областного значения, Królewiec, Bałtijsk, Ładuszkin, Mamonowo, Pioniersk, Swietłyj, Swietłogorsk, Sowieck);
  - jedno osiedle miejskie o takiej samej randze (ros. посёлок городского типа областного значения, Jantarnyj);
  - 15 rejonów municypalnych (ros. муниципальные районы, rejon bagrationowski, rejon gwardiejski, rejon gusiewski, rejon krasnoznamieński, rejon niemański, rejon niestierowski, rejon oziorski, rejon polesski, rejon prawdinski, rejon swietłogorski, rejon sławski i rejon czerniachowski);
- III poziom: 66 gmin (ros. населённые пункты), z tego 19 miejskich (ros. Городские населённые пункты) oraz 47 gmin wiejskich (ros. сельские населённые пункты)[14].

Rejony miejskie (stan do 2010):
| Rejon miejski | Liczba mieszkańców |
| ------------- | ------------------ |
| Królewiec     | 425 617            |
| Jantarnyj     | 5307               |
| Ładuszkin     | 3829               |
| Mamonowo      | 7471               |
| Pionierskij   | 11 826             |
| Sowieck       | 43 408             |
| Swietłyj      | 28 328             |

Rejony (stan do 2010):
| Rejon                  | Liczba mieszkańców | Ośrodek administracyjny |
| ---------------------- | ------------------ | ----------------------- |
| Rejon bagrationowski   | 44 832             | Bagrationowsk           |
| Rejon bałtijski        | 33 440             | Bałtyjsk                |
| Rejon czerniachowski   | 55 010             | Czerniachowsk           |
| Rejon gurjewski        | 48 814             | Gurjewsk                |
| Rejon gusiewski        | 37 130             | Gusiew                  |
| Rejon gwardiejski      | 30 530             | Gwardiejsk              |
| Rejon krasnoznamieński | 12 389             | Krasnoznamiensk         |
| Rejon niemański        | 21 958             | Nieman                  |
| Rejon niestierowski    | 17 031             | Niestierow              |
| Rejon oziorski         | 16 656             | Oziorsk                 |
| Rejon polesski         | 18 997             | Polessk                 |
| Rejon prawdinski       | 21 177             | Prawdinsk               |
| Rejon sławski          | 21 342             | Sławsk                  |
| Rejon swietłogorski    | 11 054             | Swietłogorsk            |
| Rejon zielenogradski   | 32 223             | Zielenogradsk           |

## Gospodarka
W 1996 r. powstała specjalna strefa ekonomiczna. Jej celem jest przyśpieszenie społeczno-gospodarczego rozwoju tego regionu.
Do 2006 r. import produktów do obwodu zwolniony był z ceł importowych.
W porównaniu z pozostałą częścią Rosji obwód posiada silnie rozwinięty sektor małych przedsiębiorstw. Jest ich dwukrotnie więcej niż średnio w Rosji (23,5 na 1000 mieszkańców przy średniej krajowej 11 na 1000) i generują one ok. 35% PKB eksklawy (średnio w Rosji tylko 17%).
Z uwagi na odizolowanie obwodu od reszty kraju i wiążące się z tym wyższe koszty prowadzenia działalności gospodarczej (energii, tranzytu i importu), jak też utrudnienia charakterystyczne dla całego kraju (korupcja, niski stopień ochrony praw własności, zmienność prawa), obwód cieszy się umiarkowanym zainteresowaniem inwestorów zagranicznych.

### Przemysł
Na terenie obwodu istnieje rozwinięty przemysł zajmujący się produkcją środków transportu: wagonów oraz dźwigów, a także przemysł stoczniowy (budowlany i remontowy) oraz motoryzacyjny (produkcja samochodów: firma Avtotor – montaż marek Opel, BMW, Chevrolet, KIA oraz AwtoWAZ – montaż marek Łada, Nissan, Renault).
Ponadto istnieje tutaj przemysł elektroniczny (produkcja telewizorów) oraz materiałów budowlanych oraz spożywczy.
Nadmorski charakter obwodu sprawia, iż istotną gałęzią gospodarki jest rybołówstwo i przetwórstwo rybne.

### Surowce mineralne

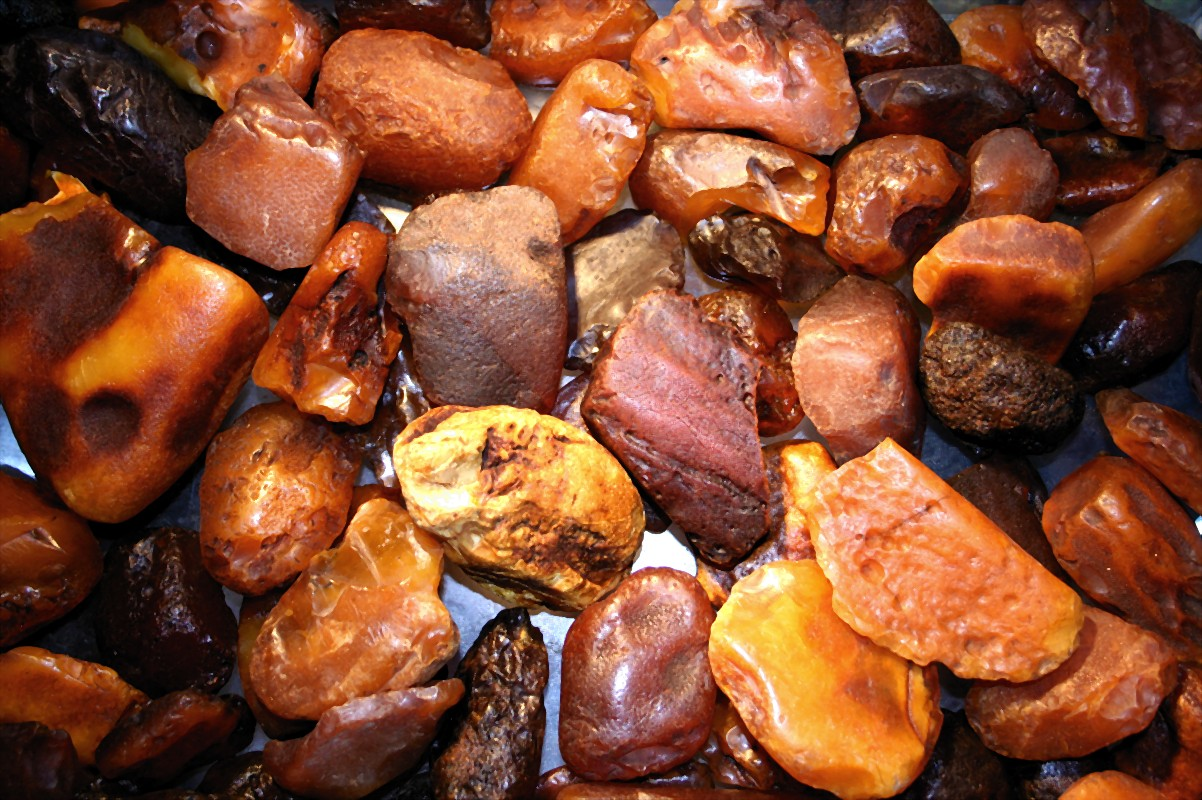
Bursztyn – główne bogactwo naturalne obwodu

Na terenie obwodu znajdują się największe na świecie złoża bursztynu, obejmujące prawdopodobnie ponad 90% światowych zasobów tego surowca. Najwięcej bursztynu wydobywa się w rejonie osiedla Jantarnyj, gdzie często poddawany jest on także obróbce.
Znajdują się tutaj także niewielkie złoża ropy naftowej o wysokiej jakości (z niską zawartością siarki). Wydobycie roczne kształtuje się na poziomie 1 mln t z możliwością powiększenia do 1,5–2 mln t rocznie.
Znajdują się tu również pokłady soli kamiennej, węgla brunatnego, torfu oraz źródła wód mineralnych.

### Transport

#### Transport drogowy
Na terenie obwodu istnieje dość gęsta sieć dróg utwardzonych, pochodzących jeszcze z okresu, gdy teren dzisiejszego obwodu należał do państwa niemieckiego. Ponieważ budowane przez Niemców drogi nie spełniają dzisiejszych rosyjskich norm w zakresie szerokości, jak też dlatego, iż charakteryzują się one dużą liczbą zakrętów, na większości dróg obwodu obowiązuje ograniczenie prędkości do 70 km/h (inaczej niż w pozostałych częściach kraju, gdzie dopuszczalna prędkość zwykle wynosi 90 km/h).
Ważniejsze drogi:
- А-229: Królewiec – Znamiensk – Czerniachowsk – Gusiew – Niestierow – granica litewska (a dalej w kierunku: Wilna i Mińska)
- А-216: Królewiec – Znamiensk – Tałpaki – Bolszakowo – Sowieck – granica litewska (a dalej w kierunku Szawłów i Rygi)
- Królewiec – Zielenogradsk – Rybaczyj – granica litewska (a dalej w kierunku Kłajpedy)
- Królewiec – Ładuszkin – Mamonowo – granica polska (a dalej w kierunku Elbląga i Gdańska)
- Królewiec – Bagrationowsk – granica polska (a dalej w kierunku Warszawy)

Oprócz tego na terenie obwodu znajduje się niedokończona droga, będąca planowaną niegdyś autostradą mającą łączyć Królewiec z Berlinem, zwana „Berlinką”. Droga ta łączy się z polską drogą ekspresową S22 poprzez otwarte w dniu 3 grudnia 2010 roku przejście graniczne Grzechotki – Mamonowo II.

##### Samochodowe przejścia graniczne

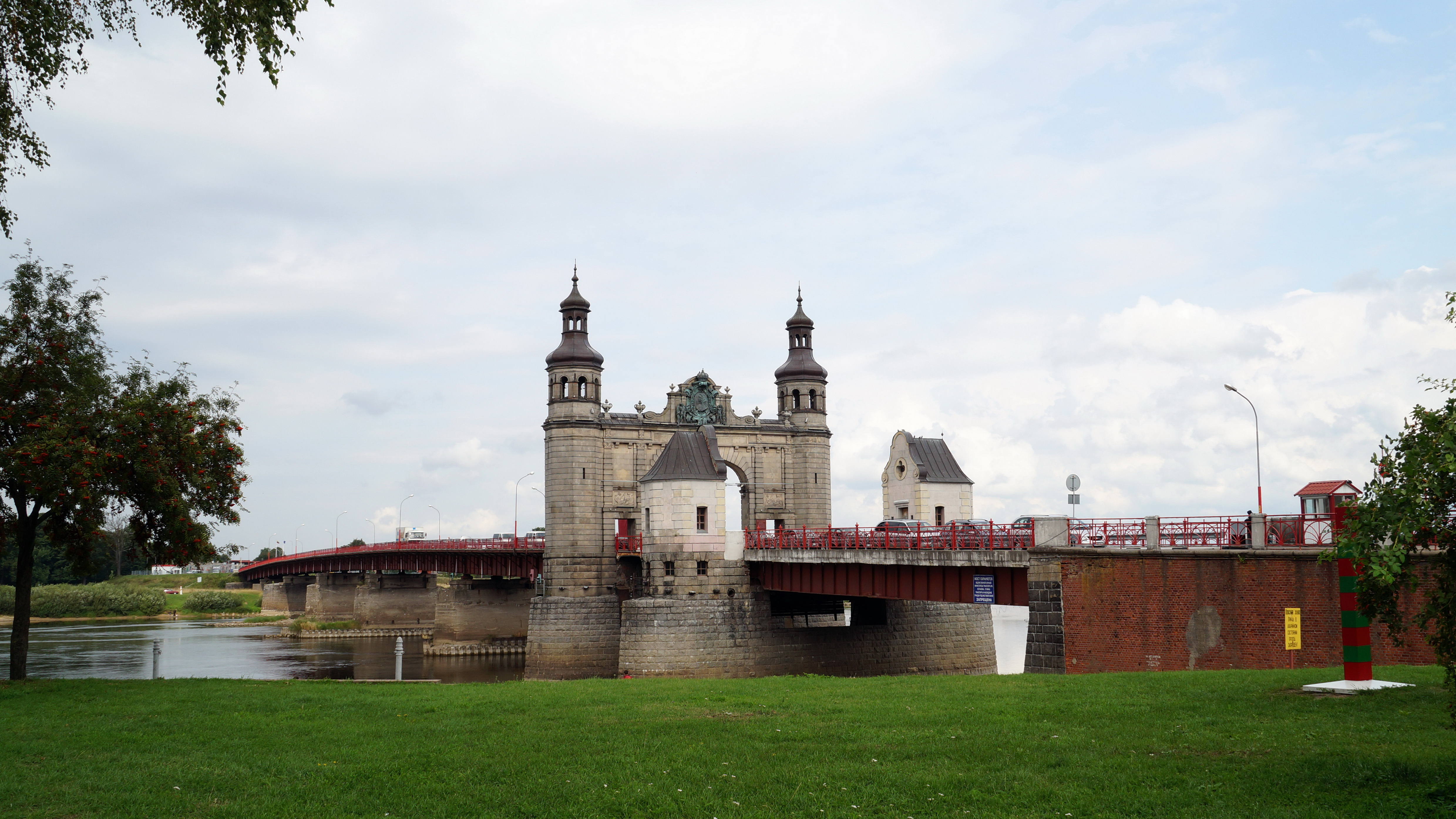
Most na granicy rosyjsko-litewskiej w Sowiecku

Na granicach obwodu znajdują się następujące przejścia:
- Na granicy z Litwą:
  - Sowieck/Poniemuń (przez most nad Niemnem)
  - Czernyszewskoje/Kibarty
- Na granicy z Polską:
  - Bagrationowsk/Bezledy
  - Mamonowo/Gronowo
  - Mamonowo-2/Grzechotki
  - Gusiew/Gołdap

#### Transport kolejowy

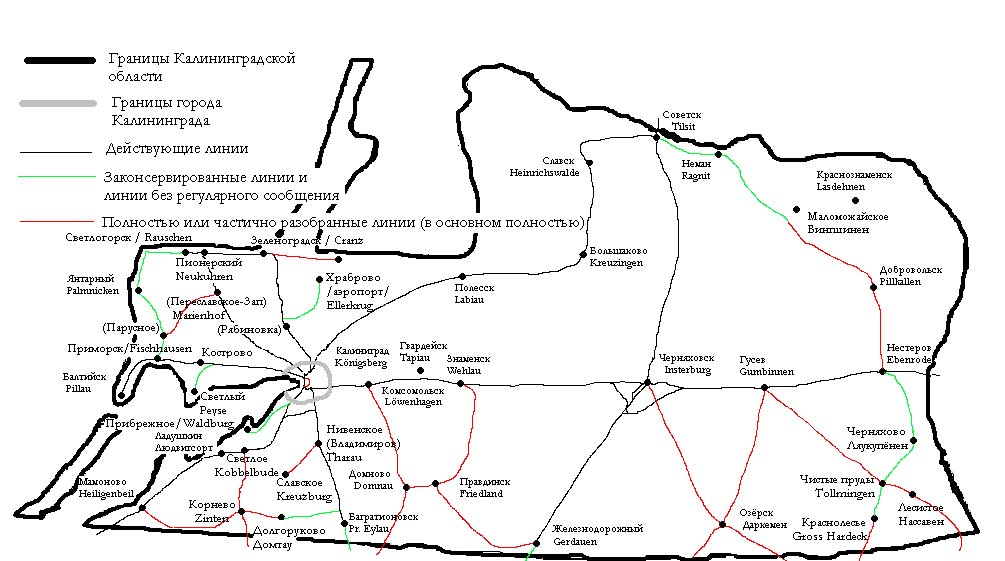
Mapa sieci kolejowej obwodu królewieckiego

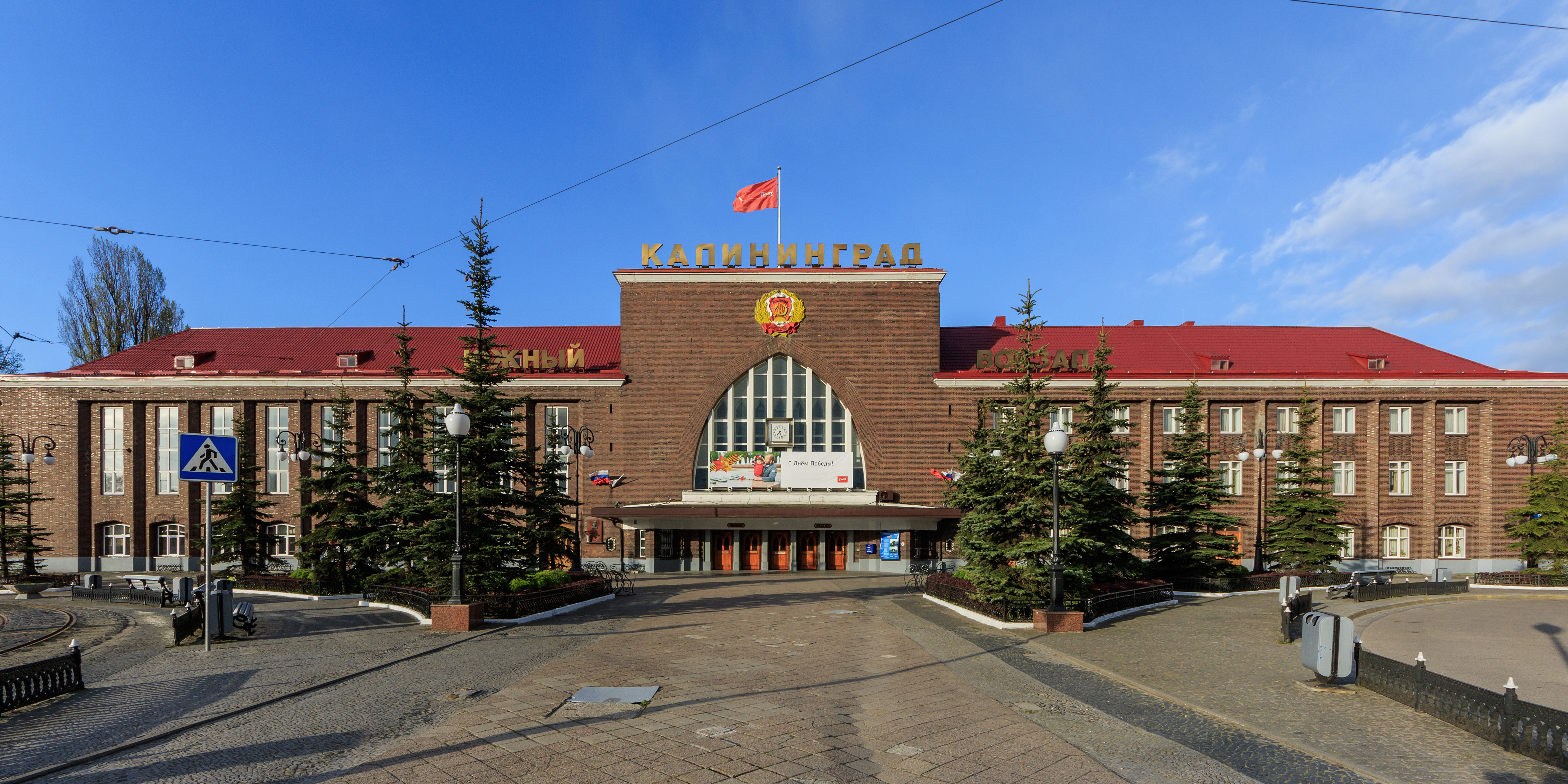
Kaliningrad-Passażyrskij

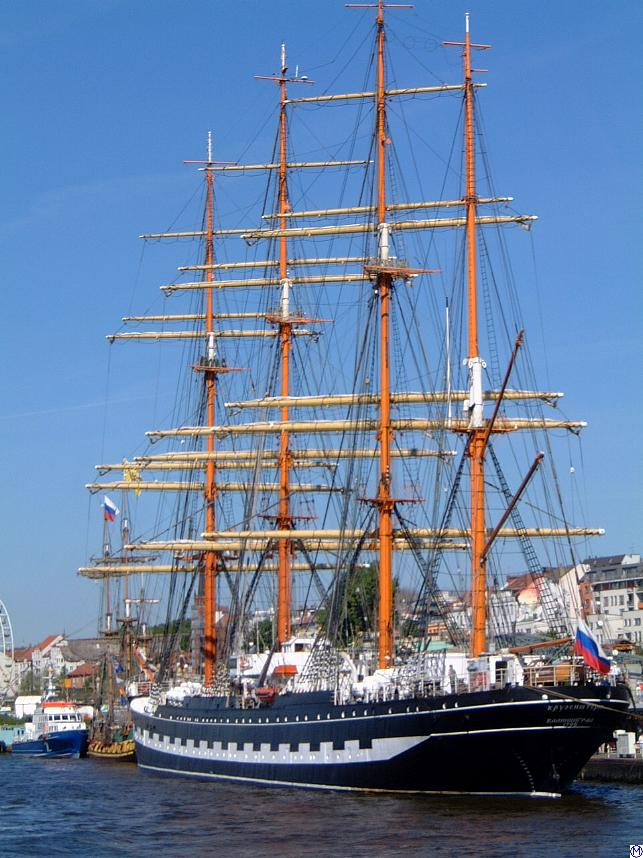
Żaglowiec STS Kruzensztern – najbardziej znany okręt zarejestrowany w królewieckim porcie

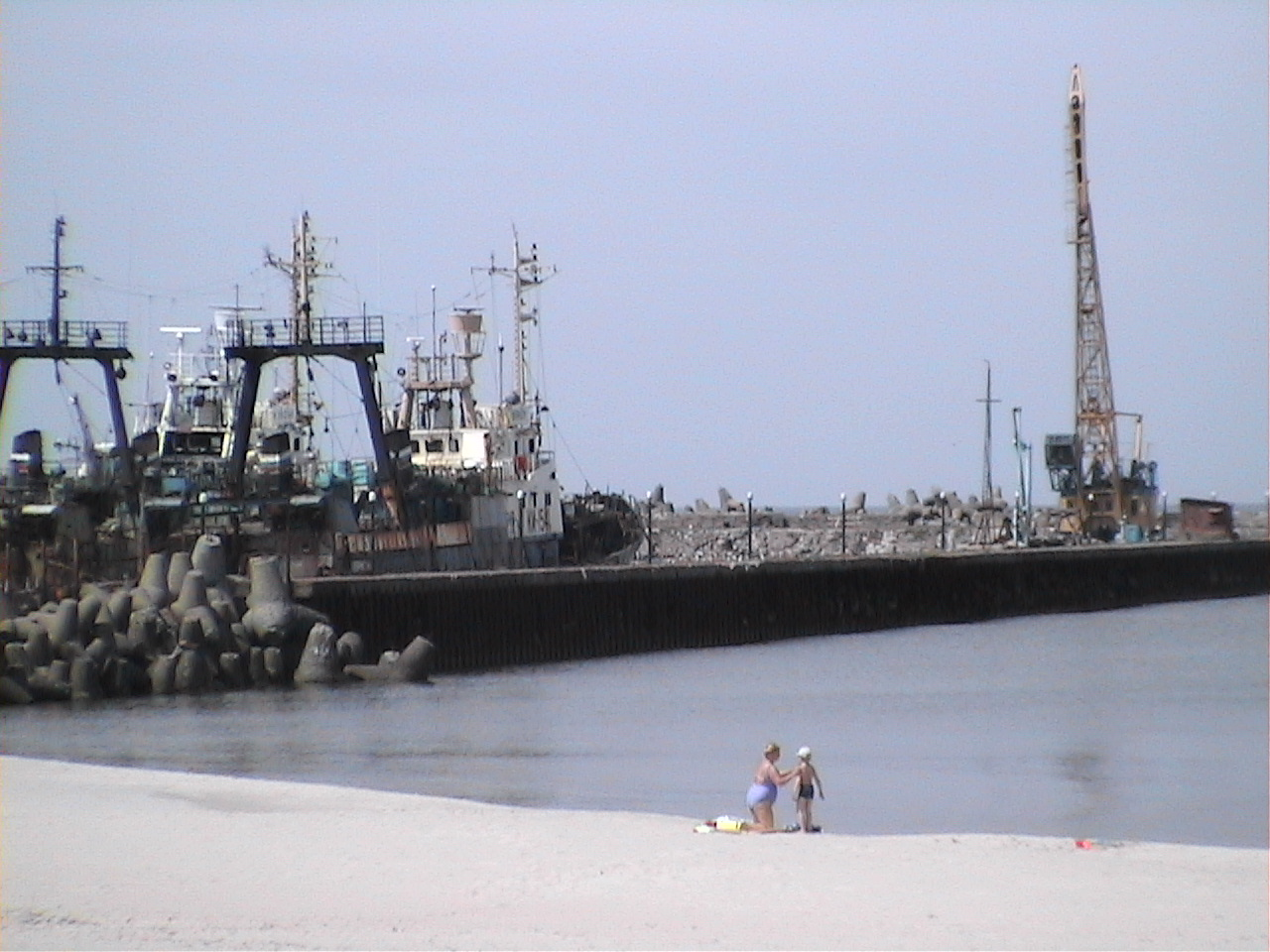
Port w Pionierskim

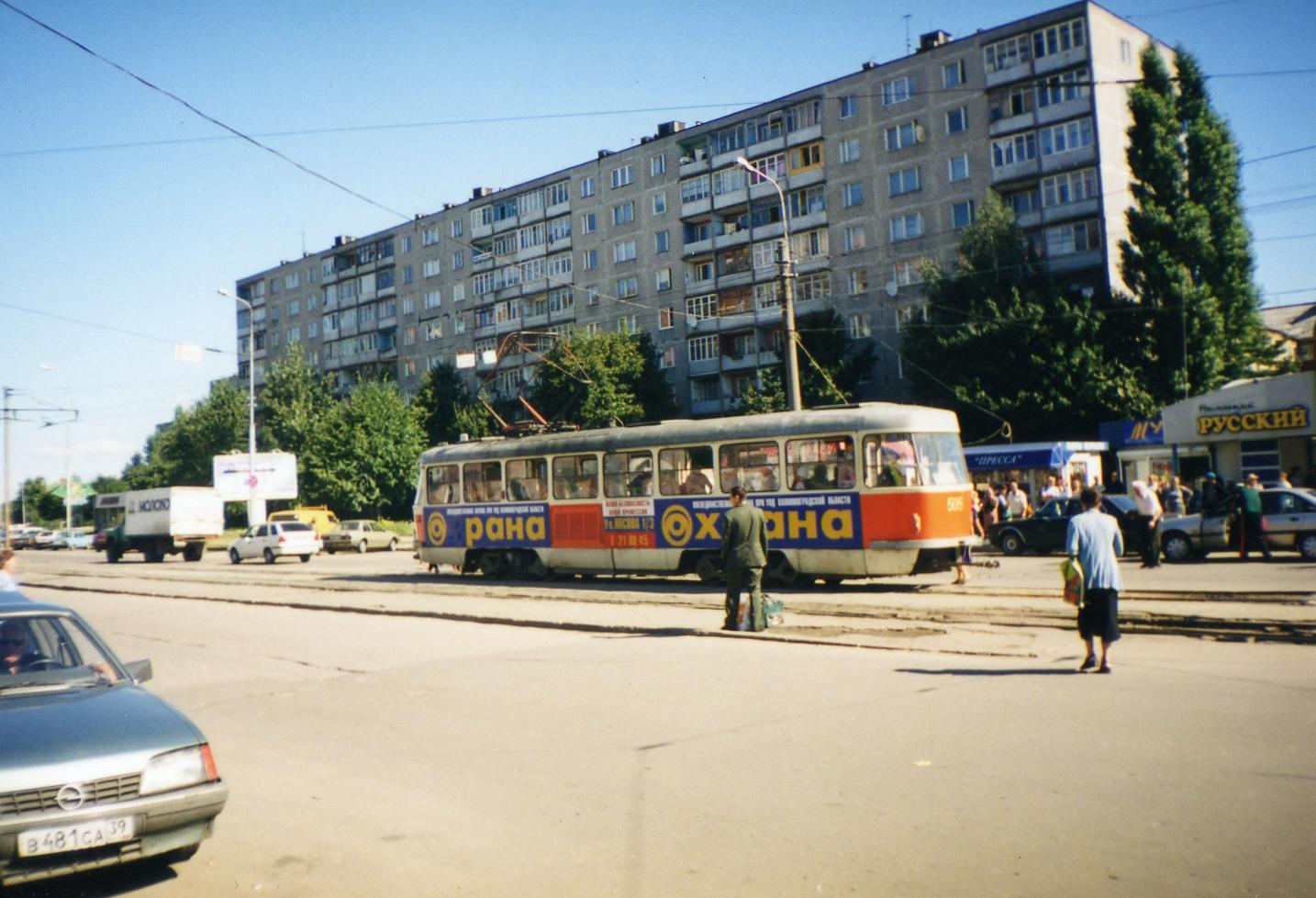
Tramwaj Tatra T4D w Królewcu

Transport kolejowy wykorzystywany jest przede wszystkim dla przewozu towarowego między obwodem oraz sąsiednimi krajami i resztą terytorium Rosji. Ponadto ten rodzaj transportu odgrywa istotną rolę w przewozach pasażerskich, zarówno wewnątrz obwodu, jak i zagranicznych (wraz z przejazdami do pozostałej części Rosji). Z Królewca wyjeżdżają pociągi zarówno do głównych miast Rosji (Moskwy i Sankt Petersburga), jak i miast zagranicznych (Wilna, Mińska, a dawniej również do Gdyni i Berlina).
Niegdyś sieć kolejowa pokrywająca obwód była znacznie gęstsza, lecz część połączeń została zamknięta i rozebrana w pierwszych latach powojennych; także tuż po rozpadzie ZSRR zamknięto część nierentownych połączeń.
Obecnie czynne są następujące odcinki torów:
- Królewiec – Czerniachowsk – granica litewska
- Królewiec – Mamonowo – granica polska
- Królewiec – Bagrationowsk – granica polska
- Królewiec – Primorsk – Bałtijsk
- Królewiec – Gurjewsk – Polessk – Sławsk – Sowieck – granica litewska
- Czerniachowsk – Sowieck – granica litewska
- Czerniachowsk – Żeleznodorożnyj – granica polska
- Królewiec – Zielenogradsk – Pionierskij – Swietłogorsk (linia zelektryfikowana)
- Królewiec – Pionierskij (linia zelektryfikowana)

Największymi węzłami kolejowymi są Królewiec, gdzie zbiega się 8 linii kolejowych i Czerniachowsk (4 linie)

#### Transport wodny
Wodny transport na terenie obwodu należy podzielić na morski i śródlądowy.
Głównym towarowym portem morskim obwodu jest Królewiec, ważne porty znajdują się też w Pionierskim i Bałtijsku. Królewiec jest drugim co do wielkości rosyjskim portem morskim na Bałtyku. Z Bałtijska kursuje prom do Sankt Petersburga; miasto to ma także połączenie pasażerskie z Gdynią.
W Królewcu, Czerniachowsku i Sowiecku znajdują się porty rzeczne. Żegluga odbywa się tylko po Pregole i Niemnie. Żegluga śródlądowa ma ograniczone znaczenie dla transportu; drogą tą przesyłają się tylko niewielką część ładunków, jakie przemieszczają się po terytorium obwodu; brak jest śródlądowej żeglugi pasażerskiej.
W okresie letnim między Królewcem, Fromborkiem i Elblągiem, po wodach Zalewu Wiślanego kursują wodoloty, eksploatowane przez polskich przewoźników.

#### Transport powietrzny
W Królewcu, a dokładniej w znajdującej się pod tym miastem osadzie Chrabrowo, znajduje się międzynarodowy port lotniczy.

#### Transport miejski
W dużych miastach obwodu funkcjonuje transport autobusowy, jedynie w Królewcu są ponadto linie tramwajowe (najstarsze w Rosji – działające od 1895) i linia trolejbusowa. Do końca II wojny światowej linia tramwajowa znajdowała się też w Sowiecku.

### Energetyka
W 2004 r. średnioroczne zapotrzebowanie na energię elektryczną na terenie obwodu wynosiło 3,5 mld kilowatogodzin, z czego zaledwie 235 mln pokrywała produkcja własna. W związku z tym w 2005 oddano do użytku pierwszy blok nowej, najnowocześniejszej w Rosji elektrociepłowni o mocy 450 MW. Pokrywa ona połowę zapotrzebowania na energię, w wyniku czego obwód obecnie jest w tym względzie samowystarczalny. Pod koniec 2010 roku uruchomiony został drugi blok elektrociepłowni, dzięki czemu eksklawa uniezależniła się zupełnie od systemów energetycznych sąsiednich krajów. W 2008 roku podjęto decyzję o budowie Bałtyckiej Elektrowni Jądrowej w miejscowości Nieman. Miała ona posiadać dwa bloki energetyczne o łącznej mocy 2300 MW (2 × 1150 MW). Budowę pierwszego bloku zaplanowano na lata 2010–2016, a drugiego na lata 2012–2018. Wyposażenie miało dostarczyć francusko-rosyjskie konsorcjum Alstom-Atomenergomash (AAEM). Planowano instalację reaktorów wodnych ciśnieniowych WWER-1200. Elektrownia miała zagwarantować obwodowi bezpieczeństwo energetyczne. Rosja zamierzała eksportować dwie trzecie wytwarzanego w niej prądu do Polski, Niemiec i Litwy. Bałtycka Elektrownia Atomowa miała być pierwszą wybudowaną z udziałem kapitału prywatnego, jednakże państwo miało zachować 51% udziałów. Jako wykonawcę wyłoniono rosyjski koncern Atomstrojeksport. Koszt budowy szacowano na 6 miliardów euro. Federalna Agencja Energii Atomowej (Rosatom) jako terminy rozpoczęcia budowy elektrowni podawała wiosnę 2010 r., a następnie luty 2012. Budowa, choć podjęta (wylano betonowy fundament pod pierwszy reaktor, zbudowano część jego korpusu i zrobiono wykop pod drugi reaktor), w 2013 r. została wstrzymana, o czym przesądziło fiasko starań o pozyskanie zagranicznego inwestora skłonnego do sfinansowania inwestycji, jak też brak zainteresowania potencjalnych odbiorców energii z innych krajów. Zapowiadano co prawda analizę możliwości budowy w tym miejscu reaktorów małej (40 MW) i średniej (640 MW) mocy, jednakże oznacza to, że budowa BEJ, przynajmniej w pierwotnie planowanym kształcie, nie będzie kontynuowana.

## Władza
Władza w obwodzie sprawowana jest zgodnie z Konstytucją Federacji Rosyjskiej i ustawodawstwem federalnym.

### Władza ustawodawcza
Lokalnym organem prawodawczym jest Królewiecka Duma Obwodowa (ros. Калининградская областная Дума). Składa się ona z 40 posłów, spośród których 10 wybieranych jest w okręgach jednomandatowych, kolejnych 10 – wielomandatowych, a 20 – z jednego okręgu, złożonego z całego obwodu.
W ramach Dumy działa 8 stałych komisji.

### Władza wykonawcza
Władzę wykonawczą sprawuje gubernator z pomocą lokalnego rządu (Правительство Калининградской области), na którego czele stoi. Od 15 maja 2024 r. funkcję tę sprawuje Aleksiej Biesprozwannych (były Minister przemysłu i handlu).

## Współpraca z Polską
Obwód królewiecki współpracował z województwem warmińsko-mazurskim na mocy Porozumienia o współpracy między Województwem warmińsko-mazurskim i administracją obwodu królewieckiego z 19 września 2001. 28 lutego 2022 współpraca została zawieszona w związku z inwazją Rosji na Ukrainę. W Królewcu mieści się Konsulat Generalny RP.

## Siły Zbrojne Federacji Rosyjskiej

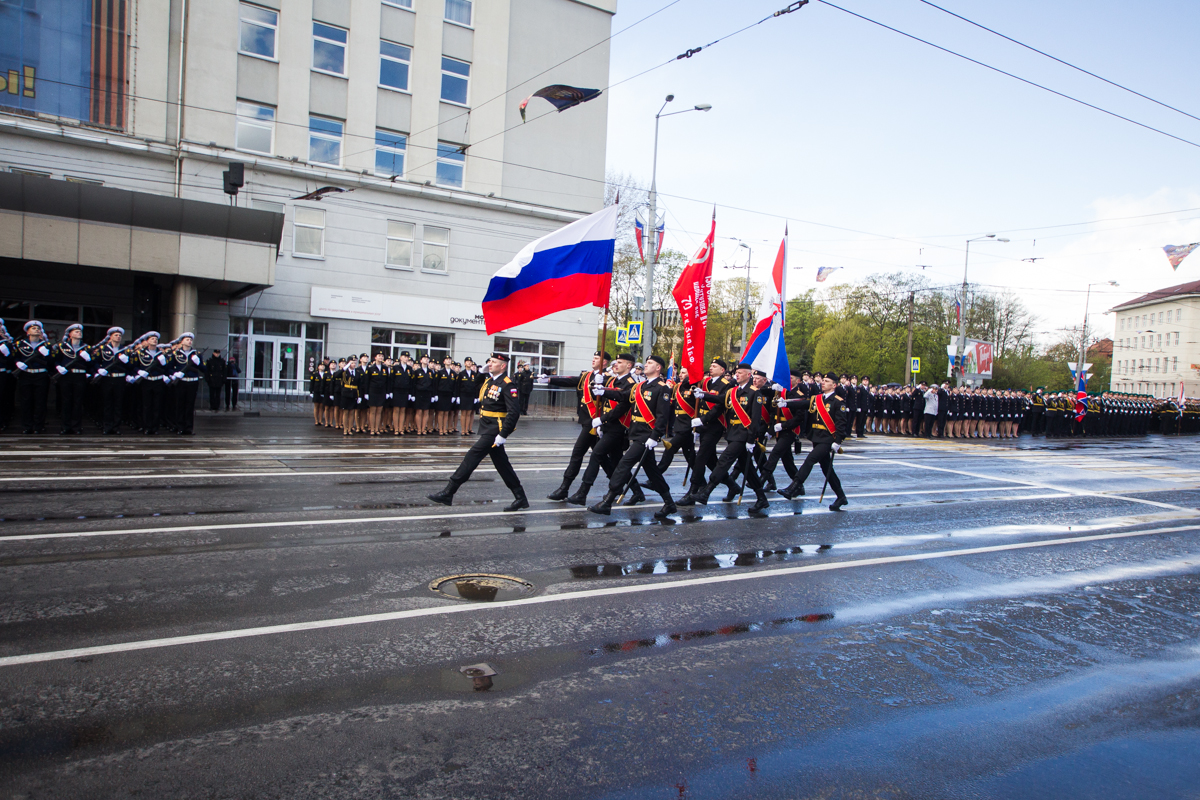
Dzień Zwycięstwa, 9 maja

Okolice Królewca to najbardziej zmilitaryzowany obszar Federacji Rosyjskiej, istnieje tu największe skupisko obiektów militarnych w Europie. Bazy wojskowe mieszczą się na terenie całego obwodu królewieckiego. Obwód królewiecki stanowi zaplecze Floty Bałtyckiej, której dowódca pełni również funkcję zwierzchnika wszystkich jednostek wojskowych w obwodzie, dowodząc Kaliningradzkim Rejonem Obronnym.

### Największe bazy
- baza morska: Bałtijsk (ros. Балтийск, niem. Pillau, pol. Piława, ang. Baltiysk)

- czynne bazy lotnicze
  - Chrabrowo (ros. Храброво, niem. Powunden, ang. Khrabrovo), pow. Gurjewsk
  - Czerniachowsk (ros. Черняховск, niem. Insterburg, ang. Chernyakhovsk)
  - Donskoje (ros. Донское, niem. Groß-Dirschkeim, ang. Donskoye), pow. grodzki Swietłogorsk
  - Kaliningrad Czkałowsk (ros. Чкаловск-Люблино-Новое, niem. Tannenwalde, ang. Chkalovsk-Lyublino-Novoye)

- nieczynne bazy lotnicze
  - Bałtijsk-Kosa (ros. Балтийск-Коса, niem. Pillau, pol. Piława, ang. Baltiysk)
  - Dunajewka Аэродром (Дунаевка) rejon swietłogorski niem. Thierenberg
  - Niwienskoje (ros. Нивенское, niem. Wittenberg bei Tharau, ang. Nivenskoye), pow. Bagrationowsk

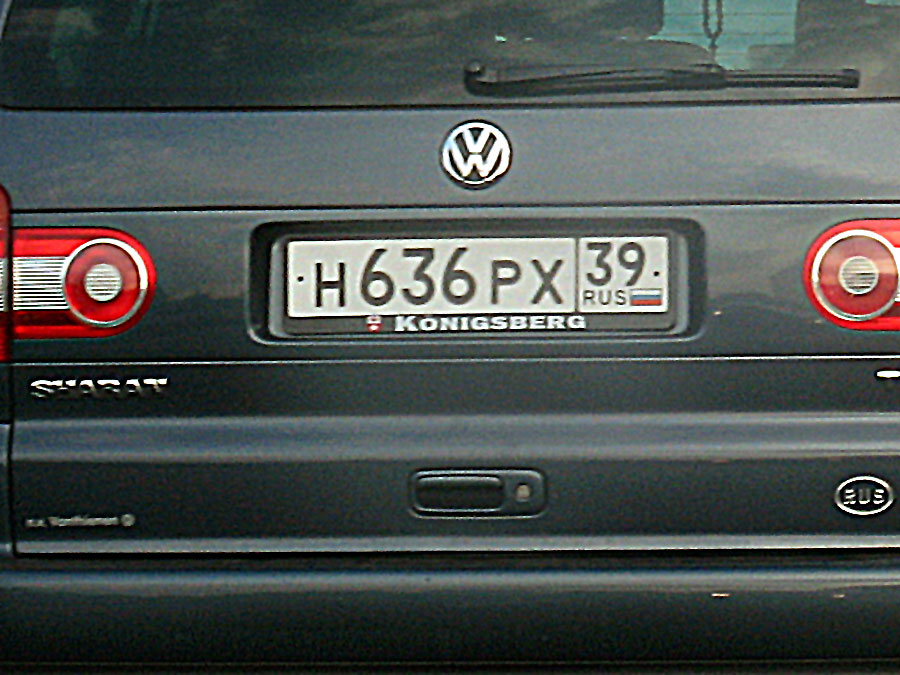
Tablica rejestracyjna zarejestrowana w obwodzie królewieckim

## Tablice rejestracyjne
Tablice pojazdów zarejestrowanych w obwodzie królewieckim mają oznaczenie 39 lub 91 w prawym górnym rogu nad flagą Rosji i literami RUS.